# エアリンガス
エアリンガス（Aer Lingus）は、アイルランドの航空会社で、同国のフラッグ・キャリアである。ダブリン県フィンガル市コリンズタウンに本社を置く。

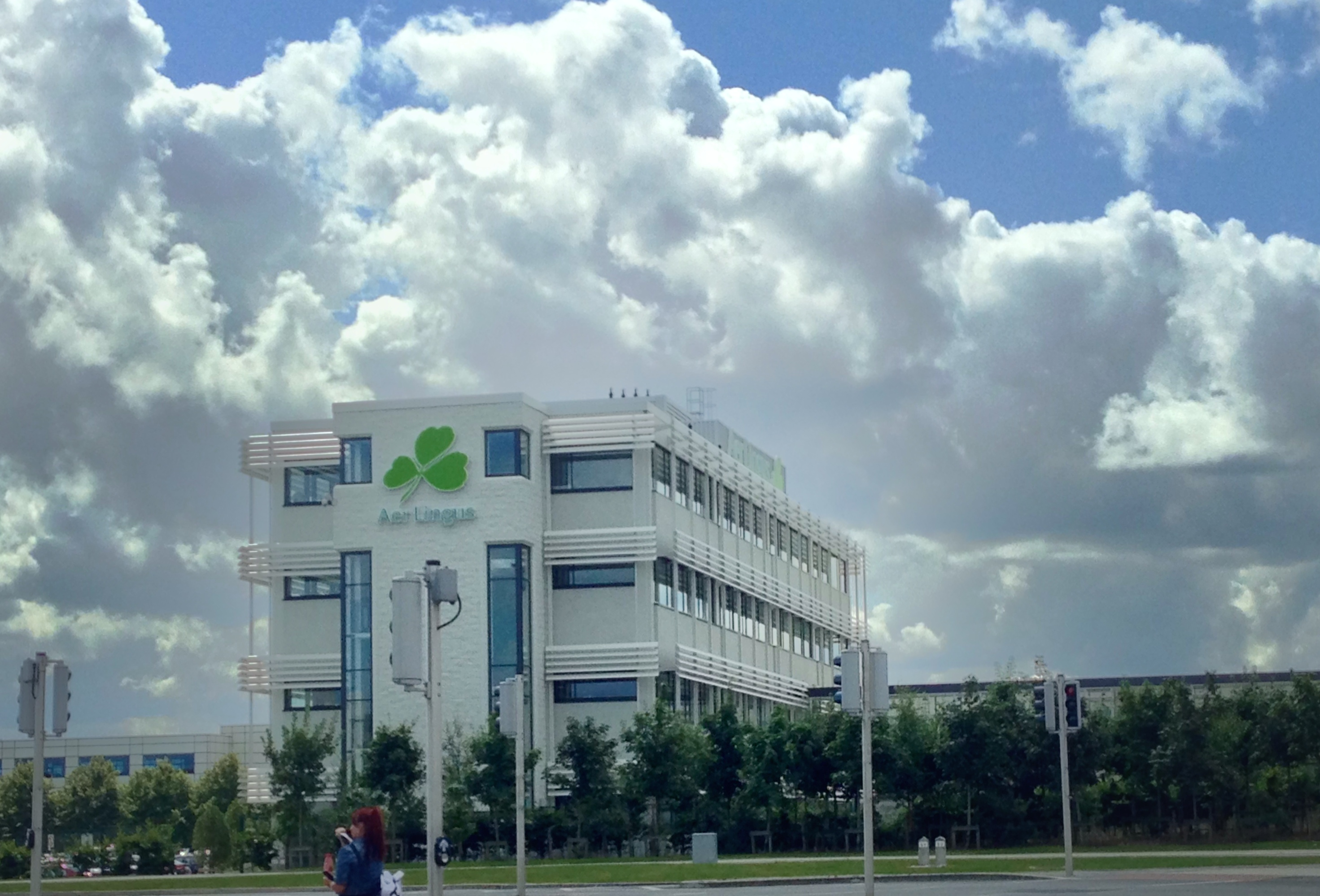
エアリンガス本社（2014年8月 ダブリン空港）

アイルランドで最も長い国際線の歴史を持つ。イギリスのスカイトラックスによる航空会社の格付けで、「The World's 4-Star Airlines（ザ・ワールド・フォー・スター・エアラインズ）」の認定を得ている。コーポレートスローガンは「Smart Flies」。

## 概要
航空艦隊を意味するエアリンガスは、アイルランド政府によって設立され、2006年から2015年にかけて民営化された。
会社の創設は1936年。6席のデ・ハビランド DH.84 ドラゴンを用いて運航を開始している。第二次世界大戦後はDC-3を用いてロンドン線などを運航し、1958年には、ロッキード コンステレーションを用いて、シャノン空港 - ニューヨーク線を開設した。1970年代には2機のボーイング747を導入するなど、業務の拡大を図っている。50機以上の航空機を保有し、ヨーロッパ、カナダ、およびアメリカ合衆国へ運航している。
2007年3月31日に世界的な航空連合である「ワンワールド」を脱退し、現在はブリティッシュ・エアウェイズやイベリア航空などで構成される持株会社、「インターナショナル・エアラインズ・グループ（IAG）」の子会社となっている。
従来の大手航空会社（FSC）と格安航空会社（LCC）のハイブリッド型を採用したビジネスモデルを導入しており、短距離路線と長距離路線のフライトで提供されるサービスに違いがあり、機内食は後者のみ無料提供される。
いわゆるフラッグ・キャリアだが、民営化されて2006年10月にアイルランド証券取引所とロンドン証券取引所に株式上場した。しかし、IAG傘下入りに伴い、現在は上場廃止となっている。
垂直尾翼のマークはアイルランドの象徴とされるシャムロック（コールサインも"Shamrock"である）、コーポレートカラーの緑色はアイルランドのナショナルカラーである。
運航しているのはエアバスA320が主で、主にヨーロッパ内の路線に投入されているが、長距離用機材としてエアバスA330とエアバスA321LRを保有しており、北米路線を中心に運航している。
2020年の「世界で最も安全な航空会社リスト」では、19位にランクインした。

## コードデータ
- IATA航空会社コード：EI
- ICAO航空会社コード：EIN
- コールサイン：Shamrock

## 沿革

### エアリンガスの設立
エアリンガスは資本金10万ポンドで、1936年4月15日に設立された。初代議長はショーン・オ・ウダーハだった。親会社を通じて政府投資の法案を保留中、ブラックプールおよびウェスト・コースト・エア・サービスと提携し、エアリンガスと共同で「アイリッシュ・シー航空」という名称で運営した。エアリンガス株式会社（アイルランド語: Aer Lingus Teoranta）の商号で、1936年5月22日に航空会社として登録された。エアリンガスという名称は、コーク県のリチャード・F・オコナー測量士と航空愛好家によって提案された。

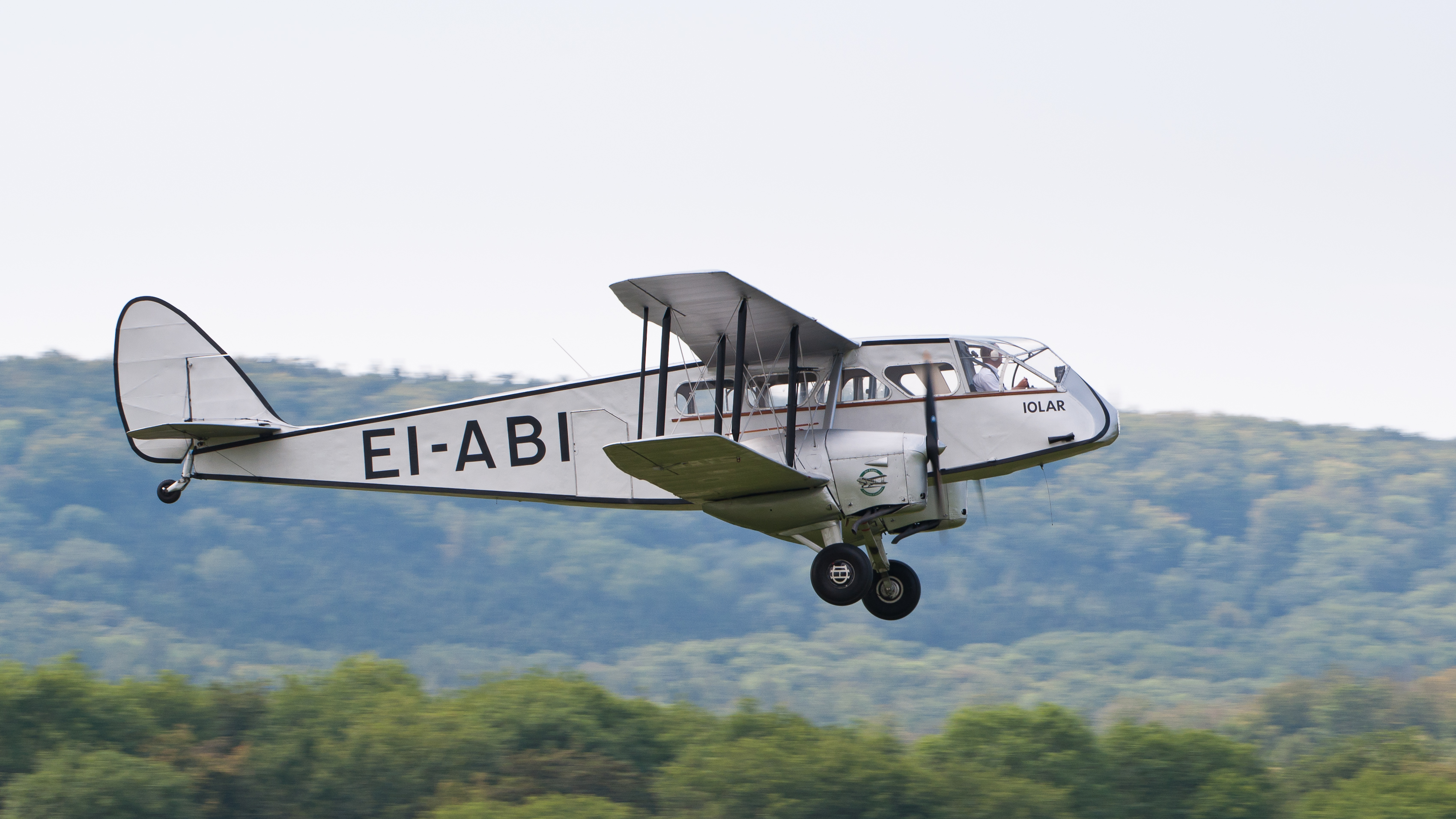
エアリンガスの初代航空機、デ・ハビランド・ドラゴン

航空会社として登録されてから5日後の1936年5月27日、鷲を意味している「Iolar（イオラ）」という名称の6人乗りの複葉機のデ・ハビランドDH.84ドラゴン（EI-ABI）を使用し、初便運航がダブリンのバルドネル飛行場発、イギリスのブリストル（ウィットチャーチ）空港行きだった。
同年後半に、アイルランドを意味する「Éire（エール）」と呼ばれた、14人乗りの4発複葉機デ・ハビランド DH.86エクスプレスを当社の2機目として購入した。この航空機はブリストル線をロンドン南部のクロイドンまで拡張することにより、ダブリン - ロンドン間の最初の路線を運航した。同時に、ダブリン - リバプール線はデ・ハビランド・ドラゴン84を運航していた。
エアリンガスは、航空輸送法（1936年）の下で国営航空会社として設立された。1937年にアイルランド政府は、エアリンガスとアイルランドの民間航空の財務責任を負う会社、エアリアンタ（のちのダブリン空港公団、DAA）を設立した。1937年4月にエアリンガスは、エアリアンタを介してアイルランド政府が完全に所有するようになり、国有企業となった。
初代ゼネラルマネージャーは、ジェレミア・デンプシー博士（愛称はJF、ジェリー）であった。1936年（当時30歳）にケネディク・ローリー＆カンパニー（KPMGの前身）から出向で入社した公認会計士であり、1937年にゼネラルマネージャーに任命された。30年後の1967年に60歳で退職した。
1938年に、デ・ハビランドDH.89ドラゴン・ラピードがデ・ハビランドDH.84 ドラゴン（イオラ）に取って代わり、2機目のデ・ハビランドDH.86エクスプレスを購入した。1939年には、エアリンガスの最初の金属製航空機、ロッキードL-14スーパーエレクトラを2機導入した。
1940年1月、ダブリン郊外のコリンズタウンに新しい空港が開業し、エアリンガスが同空港に運航を開始した。新しくダグラスDC-3を導入し、リバプールへの路線とシャノンへの国内路線を開始した。第二次世界大戦中は減便され、変動する治安状況に応じてリバプール、またはマンチェスター・バートン飛行場へ向かう路線を唯一運航していた。

### 第二次世界大戦後の拡大

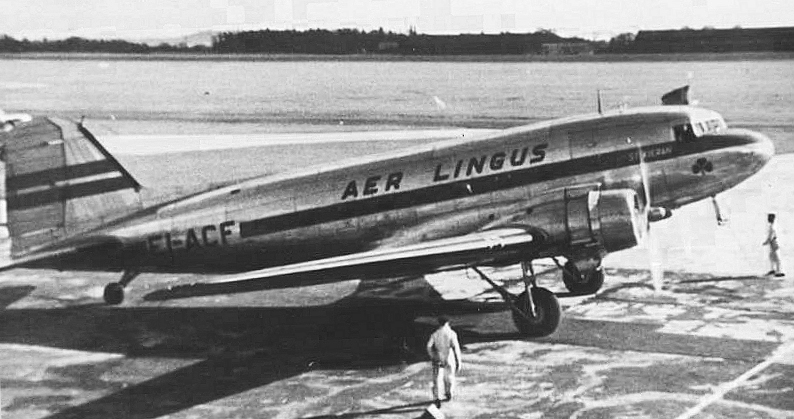
マンチェスター空港に到着したダグラスDC-3（1949年）

1945年11月9日にロンドンへの初就航により、定期便が再開され、エアリンガス航空機（当時は主にダグラスDC-3）が銀色と緑色に塗装されていた。また、最初の客室乗務員も募集した。
1946年に英アイルランド協定により、エアリンガスは英国海外航空（BOAC）と英国欧州航空（BEA）が40％保有する引き換えに、アイルランドからイギリスに特別な交通権を与えた。エアリンガスの成長により、1947年にビッカース ヴァイキングを7機導入したが、不経済的であることが判明し、間もなく売却された。

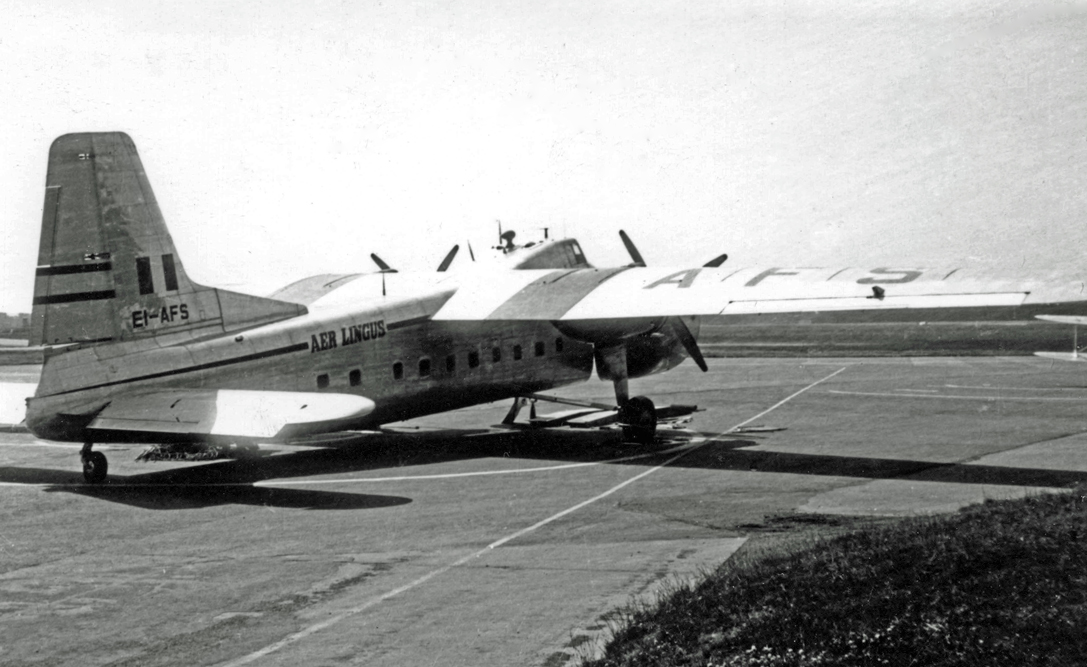
ブリストル 170 フレイター（1953年 マンチェスター空港）

1947年にアイルランドからニューヨークへの大西洋横断路線を運航するために、アイルランド航空（アイルランド語: Aerlínte Éireann）が発足された。ロッキードL-749コンステレーションを5機発注したが、政権交代と金融危機により、運航が阻止された。ジョン・A・コステロ次期首相（フィナ・ゲール党）は航空路線の熱心的な支持者ではなく、アイルランドのような小さな国から大西洋を飛ぶことは、小さな航空会社にとって、あまりに大げさな計画だと考えていた。

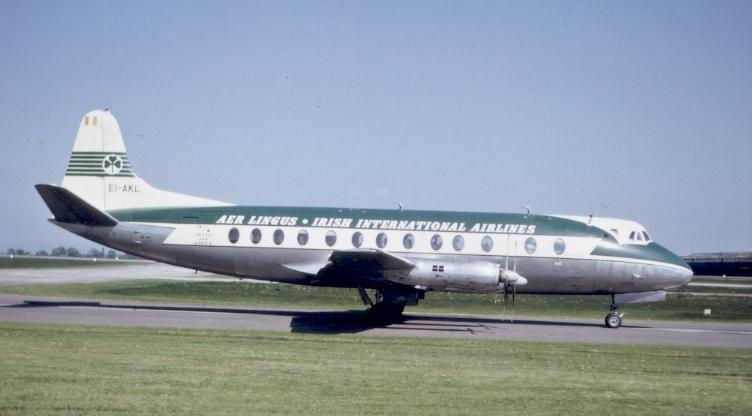
グリーントップ塗装（1963年 ビッカース バイカウント 808 マンチェスター空港）

1940年代後半から1950年代初頭にかけて、エアリンガスはマンチェスター経由でブリュッセル、アムステルダム、ローマへの路線を開始した。1951年にビッカース バイカウント700の初期購入者の1つになり、1954年4月に運航を開始した。1952年に貨物路線を拡大し、小さいブリストル フレイター170を導入した。同機体は、1957年まで使用されていた。
経済学者のパトリック・リンチ教授は、1954年にエアリンガスとエアリアンタの会長に任命され、1975年まで役職に就いた。 1956年にエアリンガスは新しいグリーントップ塗装を導入した。

### 最初の大西洋横断路線

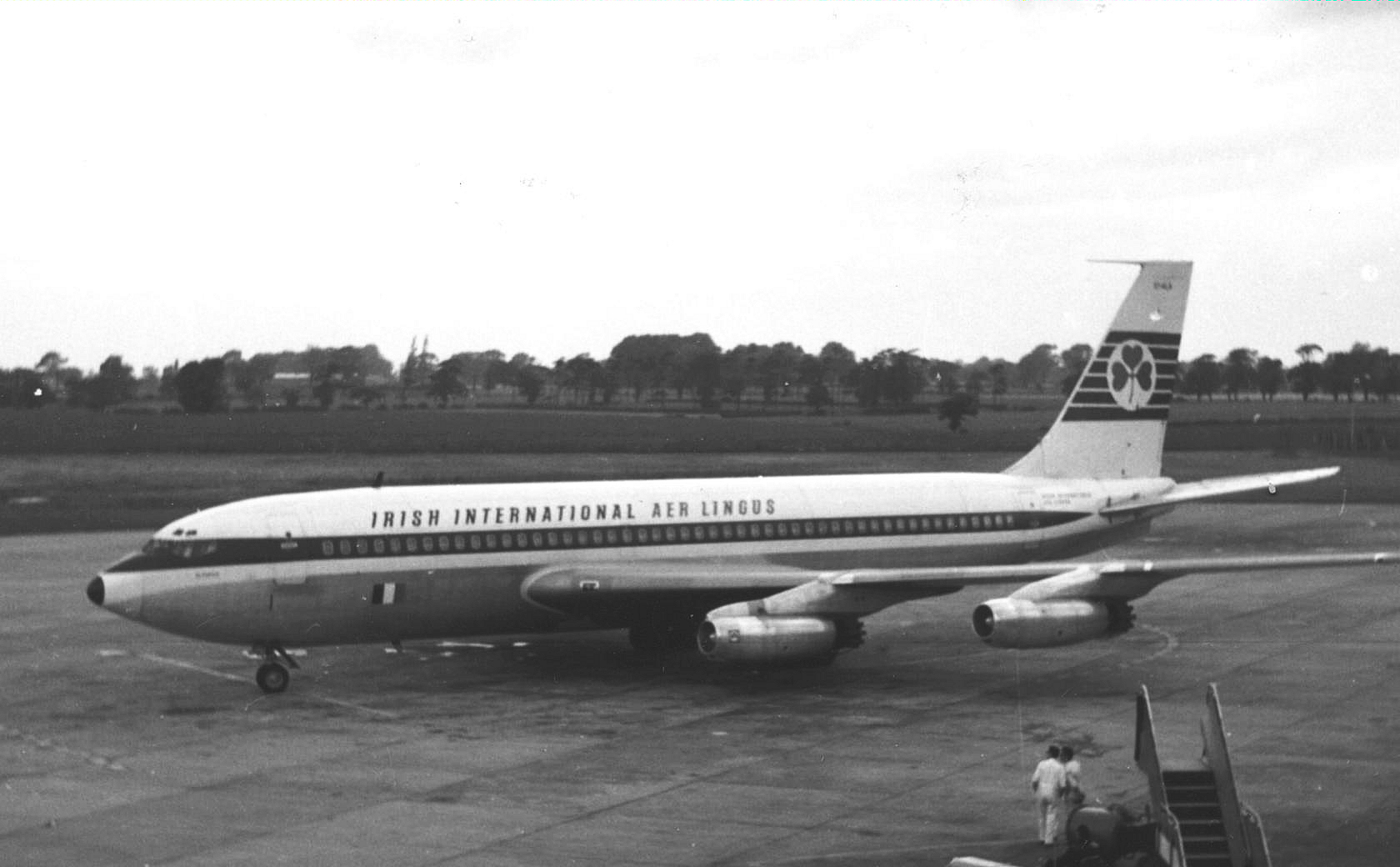
エアリンガス-アイリッシュインターナショナル塗装のボーイング720（1965年）

1958年4月28日にアイルランド航空（Aerlínte Éireann）は、シャノン発ニューヨーク行きの最初の大西洋横断路線を週2便で開始した。アメリカ合衆国の航空会社、シーボード＆ウエスタン航空がリースしたロッキードL-1049スーパーコンステレーション3機で、アイルランドの客室乗務員とともに運航していた。この取り決めは、アイルランド航空が「エアリンガス – アイルランド国際航空」に改名された1960年1月1日まで続いた。
1958年11月から1959年5月にかけて、エアリンガスはフォッカーF27を7機導入し、イギリスへの短距離路線で運航された。
1960年12月14日にジェット時代に突入し、ニューヨーク線と新規路線のボストン線で使用するボーイング720を3機導入した。
1963年にアビエーション・トレーダー・カーベア機を導入した。同航空機は、機体の機首から車を5台輸送することができた。RO-RO船の増加もあり、カーベア機はエアリンガスにとって不経済的であることが判明し、処分された。
大西洋横断路線で運航されているボーイング720を補足するために、1964年に最初の大型ボーイング707を導入し、1986年まで運航した。

### ジェット機時代

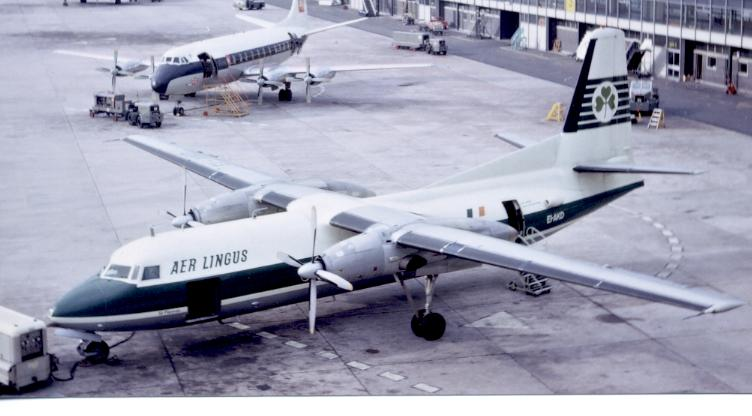
フォッカー F27（1965年 マンチェスター空港）

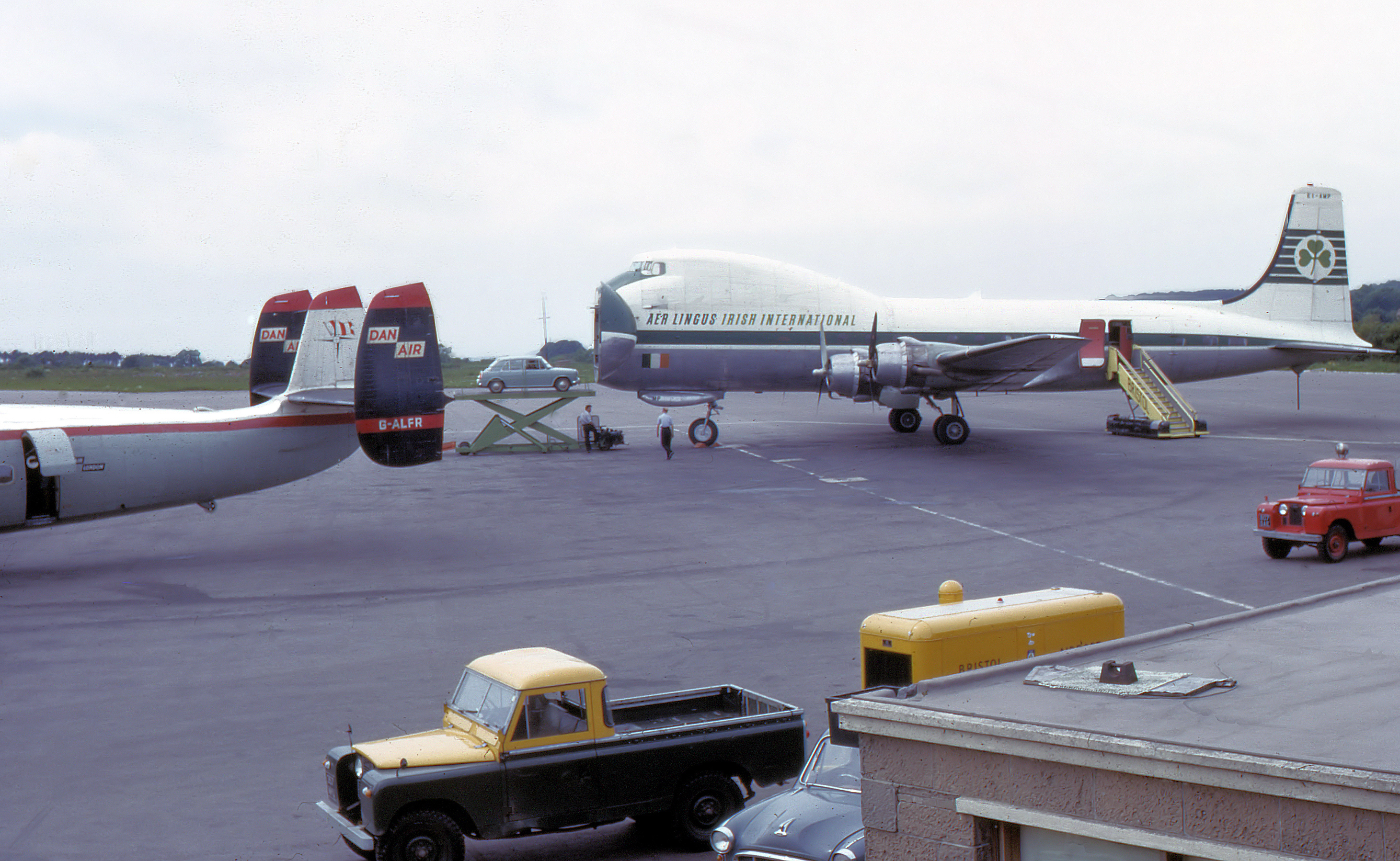
アビエーション トレーダー カーベア機に車を詰め込んでいる（1964年 ブリストル空港）

ヨーロッパ線でのジェット機への転換は、1965年にBAC1-11がダブリン/コーク - パリ線、マンチェスター経由のダブリン/コーク - アムステルダム線、コペンハーゲン線、デュッセルドルフ線、フランクフルト線を開始した時であった。同年に、垂直尾翼に緑色のシャムロックが描かれた新塗装を採用した。1966年にエアリアンタが保有する残りの会社の株式を財務大臣に譲渡した。
1966年にシャノン - モントリオール線、さらにシカゴ線の運航を開始した。1968年にイギリスの北アイルランドのベルファストからニューヨークへの路線が運航されたが、トラブル発生により、すぐに運休になった。エアリンガスは、ダブリン - ロンドン線の高い需要に対応するために、1969年にボーイング737を導入した。その後、エアリンガスは737便をヨーロッパのすべての路線で運航した。
1967年にゼネラルマネージャーのジェレミア・デンプシー博士は、退職前に2機のボーイング747型機の購入契約書に署名した。

### 1970年代

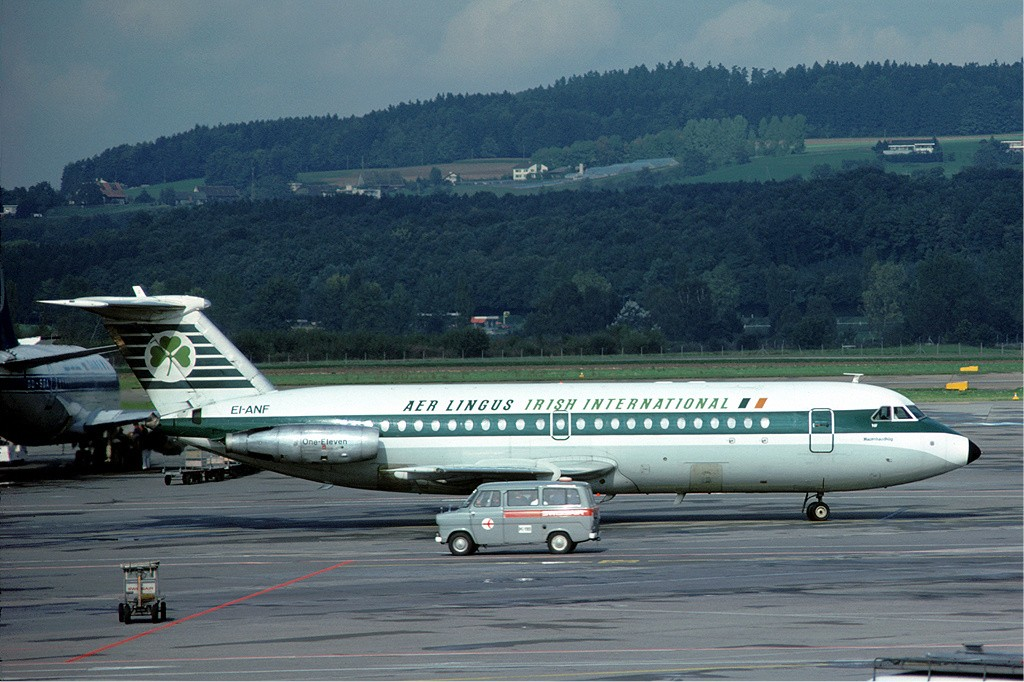
BAC 1-11（1975年 チューリッヒ空港）

1971年3月6日にエアリンガスはボーイング747を購入した2機中、1機を導入し、大西洋横断路線で運航した。のちに、エアリンガスの所有機材の3分の1ほどを購入したが、大西洋を747で飛行するのは当初は利益がなかったため、すぐにリースされた。1974年に青色と緑色の2色の塗装がなされ、垂直尾翼に白いシャムロックが描かれた。
1977年に同社初の女性パイロット、グレイン・クロニンが採用された。スカンジナビア航空に次いで、ヨーロッパで2番目の採用者である。
1979年9月には、ローマ教皇のヨハネ・パウロ2世がボーイング747の特別仕様（EI-ASI・St. Patrick）をローマ - ダブリン間、シャノン - ボストン間で利用した。ローマ教皇がアリタリア-イタリア航空以外の航空会社を利用するのは、エアリンガスが初となった。

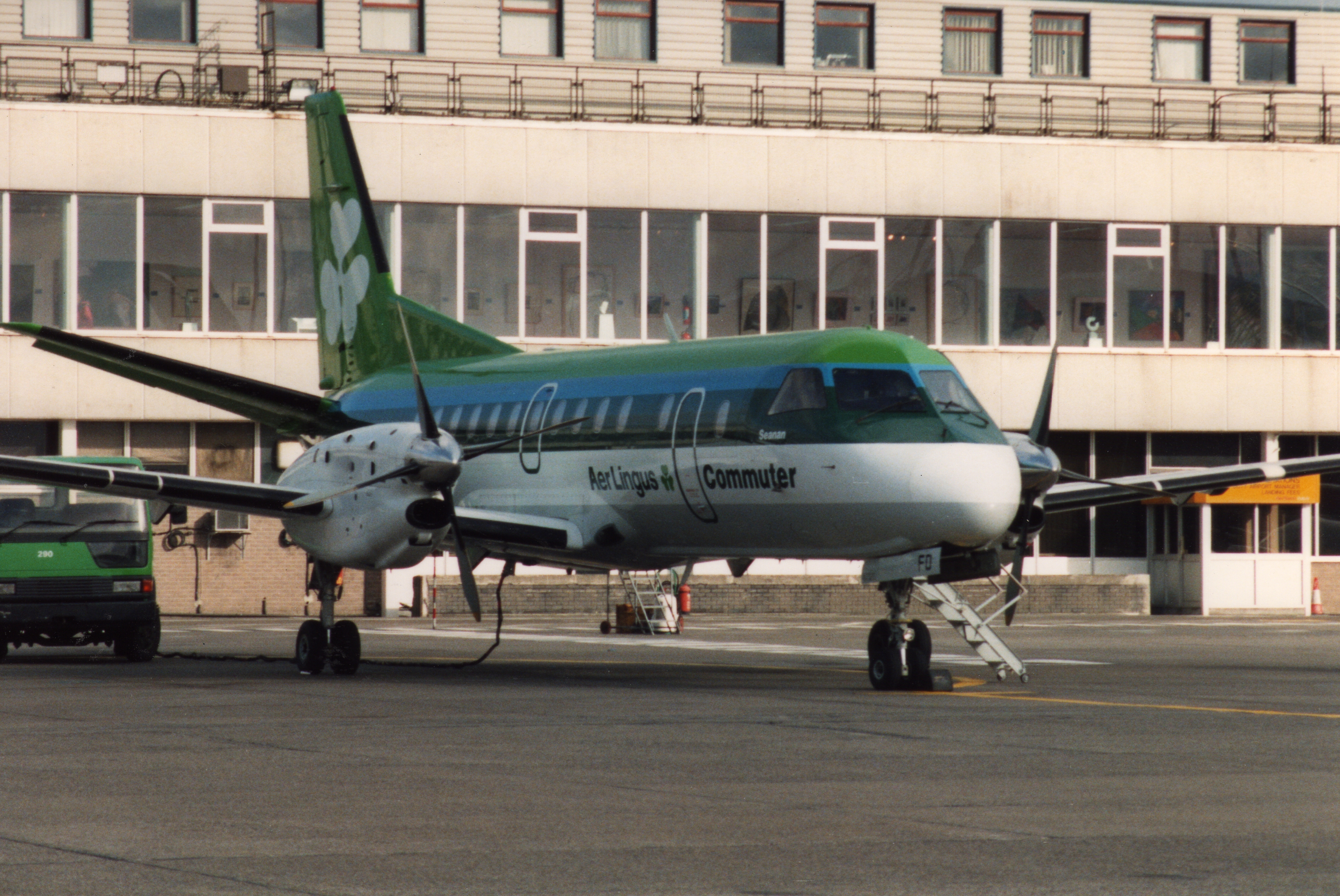
サーブ 340（1993年 ダブリン空港）

### 1980年代
1984年に子会社であるエアリンガス・コミューターを設立し、ダブリンからジェット機を必要としないアイルランドとイギリスの都市へ飛行することが可能になった。ショート330で試験飛行を行った後、ベルファストで製造されたショート360を5機、運航した。
1987年から独自のマイレージサービスのゴールドサークルクラブ（Gold Circle Club）を開始した（2016年にAerClubに移行）。
1987年から1989年にかけて、最初に導入したボーイング737に代わる新しい同型機を導入し、フォッカー50が6機追加導入され、エアリンガス・コミューターの機材に加わった。1990年にアイルランドの航空業界の規制緩和法が可決された後、エアリンガスは運航方針を再検討した。BAC1-11を引退し、新しいボーイング737を5機で置き換えた。1991年にショート360を置き換える、サーブ340Bが4機導入され、エアリンガス・コミューターの機材に加わった。1992年までには、ボーイング737-200のすべてが置き換えられ、第2世代のボーイング737-300/-400/-500の3種類すべてを運航する世界初の航空会社となった。しかし、ボーイング737-300は長らく運航されなかった。

### 1990年代

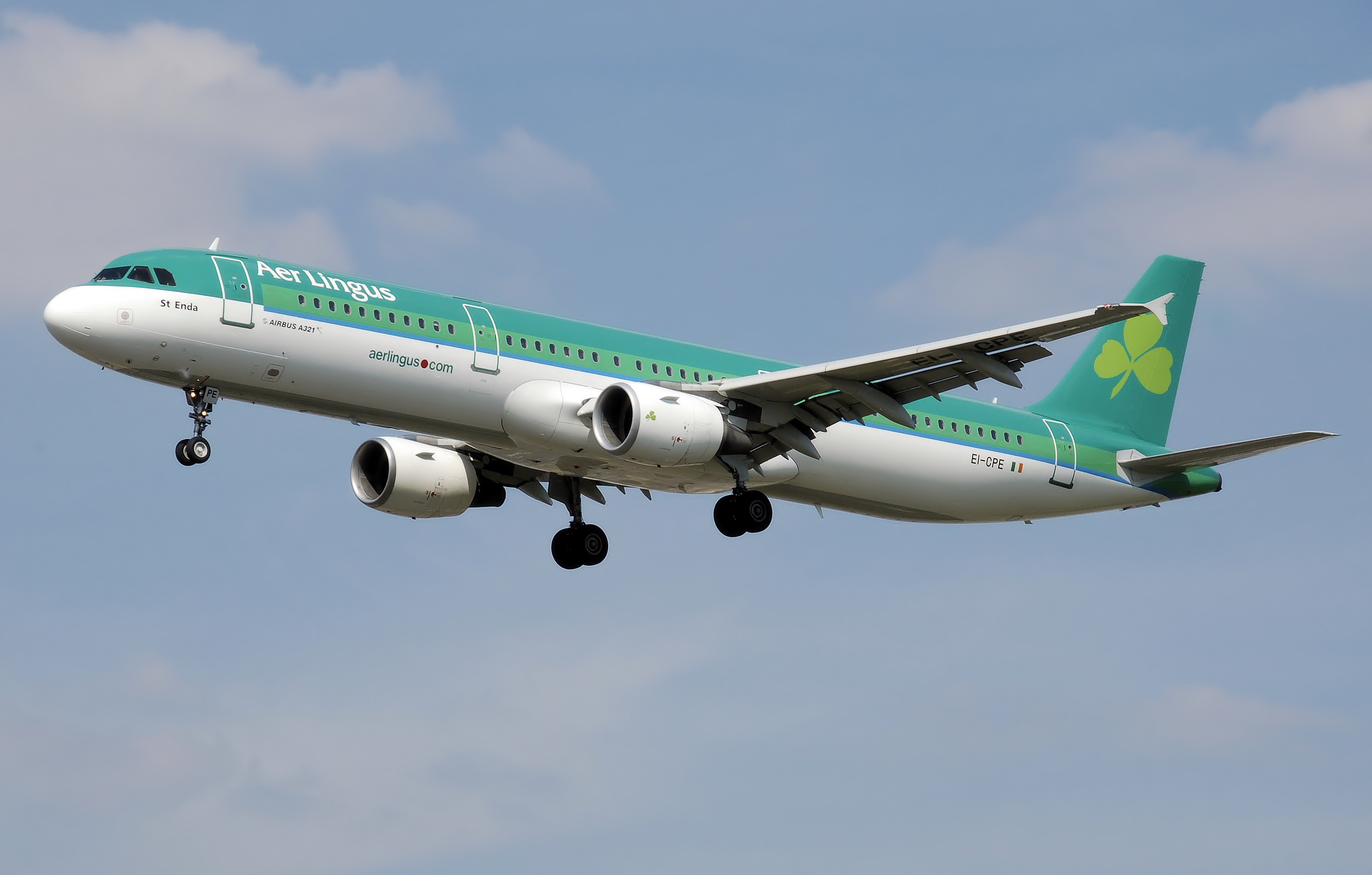
エアバスA321（2007年 ロンドン・ヒースロー空港）

1994年にエアリンガスはエアバスA330で、ダブリン - アメリカ間の直行便を開始し、同年5月に北大西洋路線で最初のA330-300 ETOPSで運航した。これにより、ボーイング747とボーイング767-300ERが順次退役することが可能になった。1995年10月2日、ボーイング747は、25年間、800万人以上の乗客を乗せて退役した。1990年代後半、エアリンガスがベルファストからの運航を再開し、シャノン経由ニューヨーク（JFK）行きの路線を開始した。ニューアーク・リバティ国際空港行きの路線も追加したが、2001年をもって運航を中止した。
同社初のエアバス短距離航空機は、1998年から1999年にかけてに導入したエアバスA321であり、主にダブリン - ヒースロー線を運航するために導入された。導入した6機のうち、3機は2020年現在も使用されている。最初のエアバスA320は2000年に導入され、さらに3機が2001年に導入された。
1999年12月3日に航空連合のワンワールドに加盟することを発表し、2000年6月1日から加盟した。

### 2000年代
2001年2月1日にエアリンガス・コミューターがエアリンガスと統合した。同年9月11日の同時多発テロで深刻な事業影響を受け、従業員数と目的地を削減し、機材を減らした。最新のエアバス機を導入し、ヨーロッパ本土への路線を開発することにより、利益に戻った。以前までは、ヨーロッパ本土路線には消極的であり、アメリカ合衆国とイギリスへの路線に力を入れていた。
2004年から2011年にかけて、発注していたA320を順次導入した。これにより、ボーイング737の退役が可能になり、エアリンガスの機材をすべてエアバス機に移行する動きが開始された。
2005年10月27日にアジアへの最初の定期便、アラブ首長国連邦のドバイ国際空港に2006年3月から就航することが発表された。しかし、新たに自由化された大西洋横断路線の市場でシェアを拡大しようとしたため、ダブリン - ドバイ線は2008年3月をもって、終了した。
2007年6月6日、エアバスA350-900を6機とエアバスA330-300を6機を発注することにより、ヨーロッパの航空製造業者との関係を強化した。2009年2月から順次に、A330が導入された。2011年にA330の3機の発注をA350-900に切り替えた。

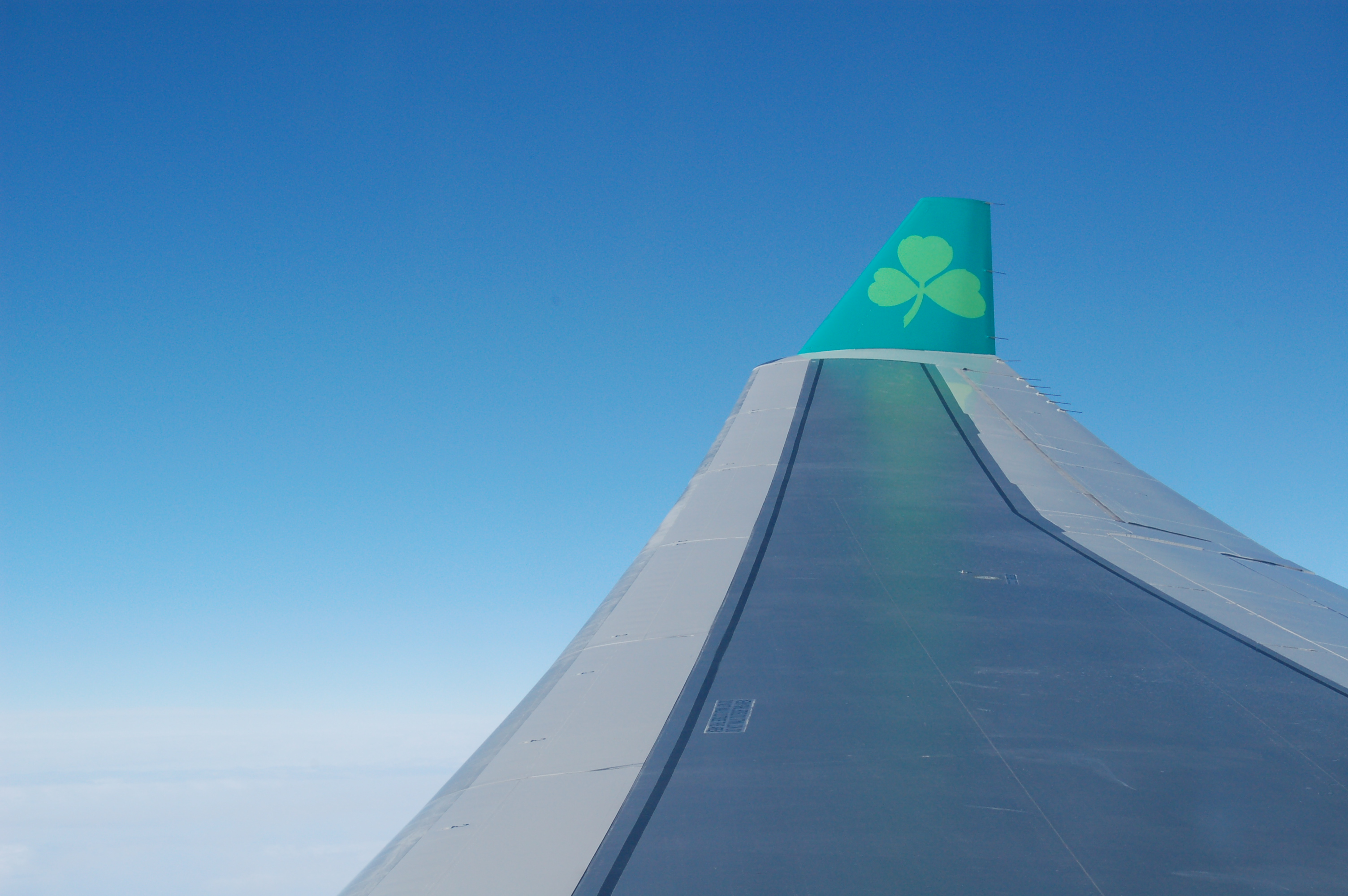
エアバスA330のウィングレット

ダブリン株式市場でのエアリンガスの株式上場に備えて、アイルランド政府は2006年末から段階的にシャノン空港でのストップオーバーを廃止することに合意した。
2006年9月27日に条件付きの株式取引を開始し、2006年10月2日にアイルランド証券取引所、ロンドン証券取引所に上場した。当時アイルランド政府は、従業員が15％を保有する一方で、28％の株式保有を維持していた。株式公開の申し入れ価格は2.20ユーロだった。エアリンガスが証券取引所に上場したため、エアリンガスは路線ネットワークを拡大することを計画していたが、当時の経済状況により保留された。
エアリンガスは、短中距離路線において安価な料金を多く設定し、また二点間輸送に重点を置くという格安航空会社に近い運営方法をとり始めたことが、2000年6月から加盟しているワンワールドの求める運航形態とずれてきたため、2006年5月に脱退を表明し、2007年4月に脱退した。それに代わり、ブリティッシュ・エアウェイズ、ヴァージン・アトランティック航空、デルタ航空、KLMオランダ航空、ユナイテッド航空などの航空会社との二国間協定を締結した。
2007年2月6日、ジェットブルー航空と新たな提携を結ぶ意向を発表した。これにより、エアリンガス利用客が、公式サイトからジェットブルー航空の就航都市を直接予約できるようになる。また、2008年には、アメリカ国内での路線をさらに接続するために、ユナイテッド航空との提携も発表した。
2006年10月5日にライアンエアーはエアリンガスを買収する買い付けを開始した。ライアンエアーは、エアリンガスの株式16％を購入し、残りの株式に2.80ユーロを売り出していたと語ったが、エアリンガスはライアンエアーの公開買い付けを拒否した。
2006年11月29日にライアンエアーは、持分を26.2％に引き上げたことを発表した。しかし、欧州委員会は、2つの航空会社がダブリン発のヨーロッパ路線の80％以上を保有しているとして、競争上の理由による買い付けを阻止する決定を2007年6月27日に発表した。
2007年8月7日にエアリンガスは、イギリスの北アイルランドのベルファスト国際空港に国外で最初の拠点を設立すると発表した。ベルファスト国際空港からの路線は同年12月に開始した。2008年7月には、3機のエアバスA320が同空港を拠点としており、ヨーロッパの11の都市に就航していた。また、ブリティッシュ・エアウェイズの協力で、ベルファスト国際空港からロンドン・ヒースロー空港へのイギリス国内線が復活した。シャノン - ヒースロー線は運航停止となり、アイルランドの西部で政治的な論争が発生した。シャノン - ヒースロー線は需要が高く、エアリンガスは毎年100万人の乗客が増えると予測し、同線はその後復活した。
2007年3月22日にエアリンガスは、欧州 - 米国オープンスカイ協定の結果として、アメリカ合衆国向けに新たな長距離路線を発表した。2007年5月にエアバスA330航空機を新たに2機導入したのを機に、同年の秋からダブリン - オーランド線、ダブリン - サンフランシスコ線、ダブリン - ワシントンD.C.線を開始した。その後も、ダブリン - ボストン線、ダブリン - シカゴ線、ダブリン - ニューヨーク線も運航された。2008年3月にドバイへの中東路線を終了し、同年11月には、ロサンゼルスへの運航を終了した。ワシントンD.C.とサンフランシスコへの運航は、2009年10月24日をもって終了した。
2008年10月に上半期に2,200万ユーロの損失を計上し、7,400万ユーロのコスト削減計画を発表した。この計画では、最大1500人の仕事を削減し、コーク空港の地上業務を縮小し、ダブリン空港の地上スタッフをすべて外部に委託することになった。これは、特に労働組合からの大きな否定的な反応を受けた。
2008年12月に人件費に関する労働組合と空港料金に関するシャノン空港公団との新しい取り決めにより、2009年3月29日からシャノン - ロンドン線が再開されると発表した。しかし、2009年6月末には、9,300万ユーロの損失を累積しており、コルム・バリントン議長はこの状況が継続できないことを明確にした。2009年10月に当時の新任の最高経営責任者、クリストフ・ミュラーCEOは、676名の雇用の喪失につながる大幅なコスト削減計画を発表した。2011年の間に9,700万ユーロの節約を達成することを目的としていた。6週間におよぶ協議が始まり、クリストフ・ミュラーは将来のさらなる削減を除外することを拒否した。

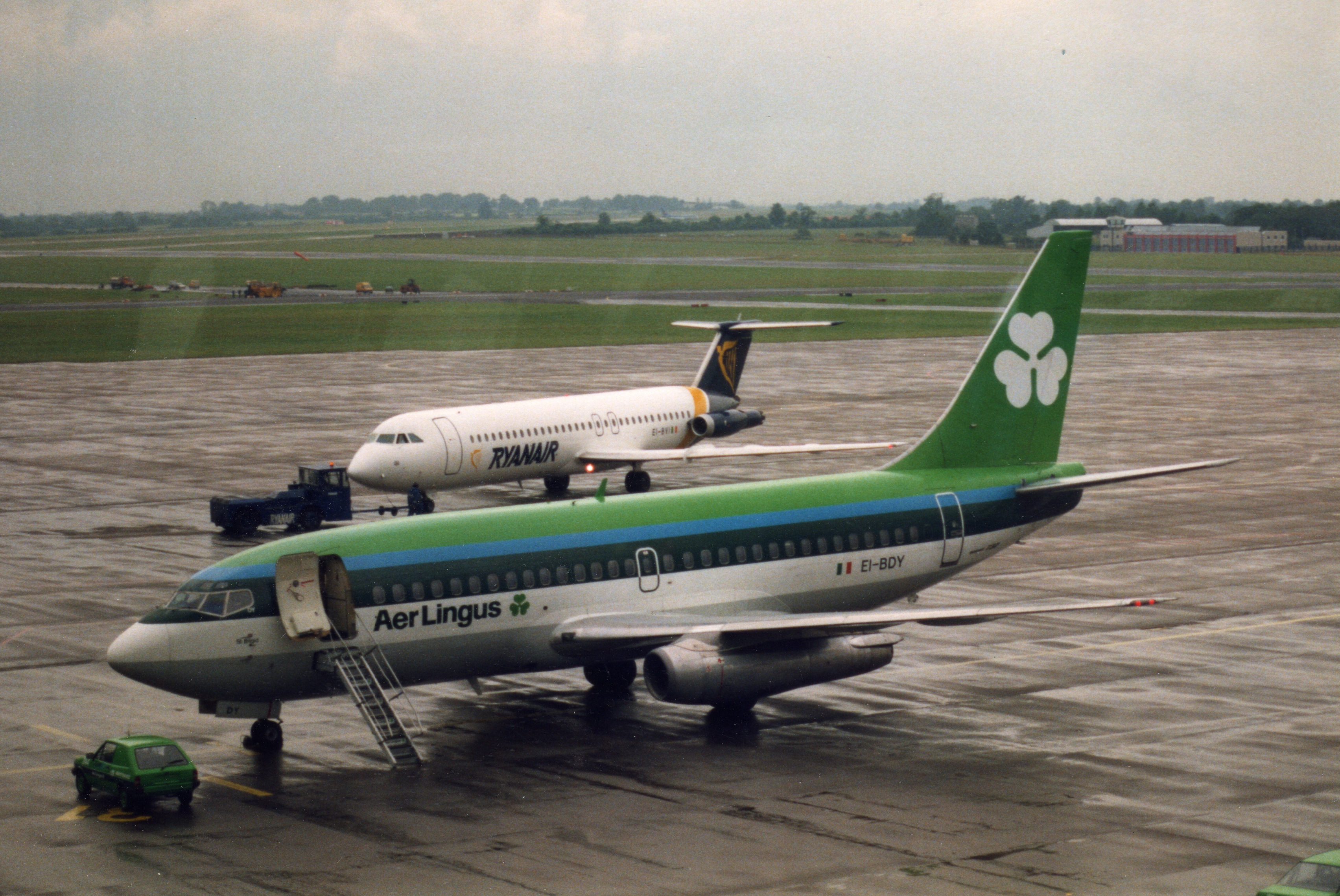
1992年のエアリンガス（手前）とライアンエアー（奥）

2008年12月1日、ライアンエアーは、7億800万ユーロの現金を拠出する、エアリンガスの2度目の公開買い付けを開始した。この提案には、エアリンガスの過去30日間の株価に対し28％のプレミアムが付いていた。エアリンガスの取締役は、この提案を拒否し、株主に対して何もしないよう助言した。最終的には、他の株主の過半数によって拒否された。
2009年6月にエアリンガスのプレミアクラスをビジネスクラスに改称した。

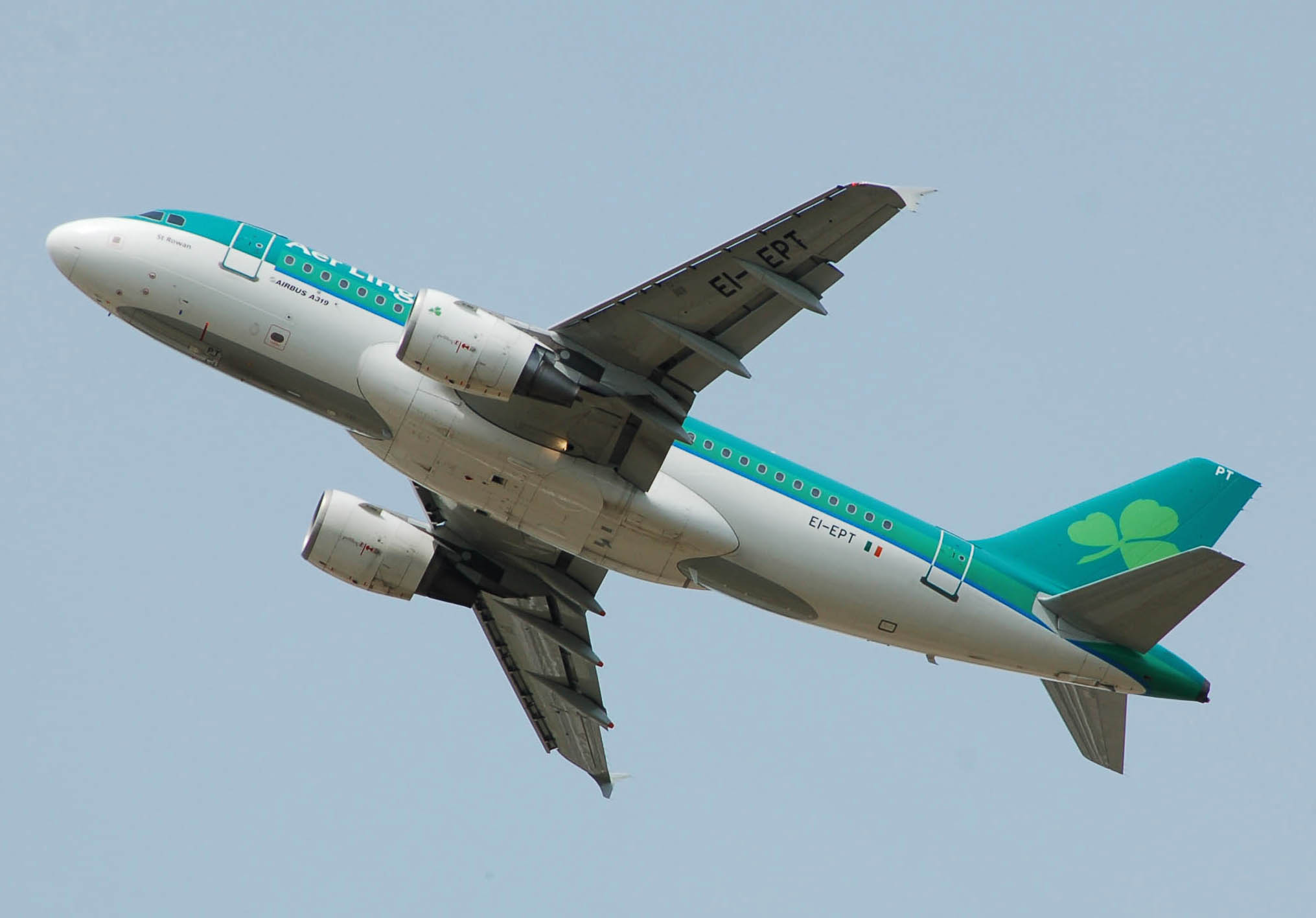
英国のロンドン・ヒースロー空港を出発するエアリンガスのエアバスA319-100（2014年）

2008年12月19日にエアリンガスはロンドン・ガトウィック空港を拠点の一つにすると発表した。2009年4月から4機が配備され、ダブリン、ノック、ファロ、マラガ、ミュンヘン、ニース、ウィーン、チューリッヒを含む8つの都市に就航した。最高経営責任者のダーモット・マニオンCEOは、ガトウィック空港に拠点を置く航空機の数を12か月以内に8機に増やす予定であると述べた。
2009年6月6日には、ガトウィック空港でエアバスA320を追加しており、総数は5機になり、同空港はアイルランド国外で最大の拠点となった。これにより、同年の10月下旬からは、ブカレスト、アイントホーフェン、ランサローテ、テネリフェ、ビリニュス、ワルシャワへ新規就航されたが、ニースへの路線は、冬の間に中止された。2010年1月8日には、需要が低かったため、ガトウィック空港に拠点を置く航空機の数を5機から3機に削減することを発表した。残りの3機は、ダブリン、ノック、マラガのほか、コークへの路線を運航していた。2011年1月、エアリンガスは、3月末からガトウィック - シャノン線を日1便で運航することを発表したが、その後、運航が停止された。マラガ線は2012年1月に運航を停止した。ガトウィックに1機のみ配備され、コーク、ダブリン、ノックへの定期便とチャーター便を運航していた。ガトウィック - コーク線は、2012年10月27日をもって終了した。ガトウィック - ベルファスト線が翌日の10月28日に、日3便で運航を開始した。2016年4月27日に運航が停止され、現在はガトウィック空港からジュネーブとリヨンへの季節限定のチャーター便を運営している。

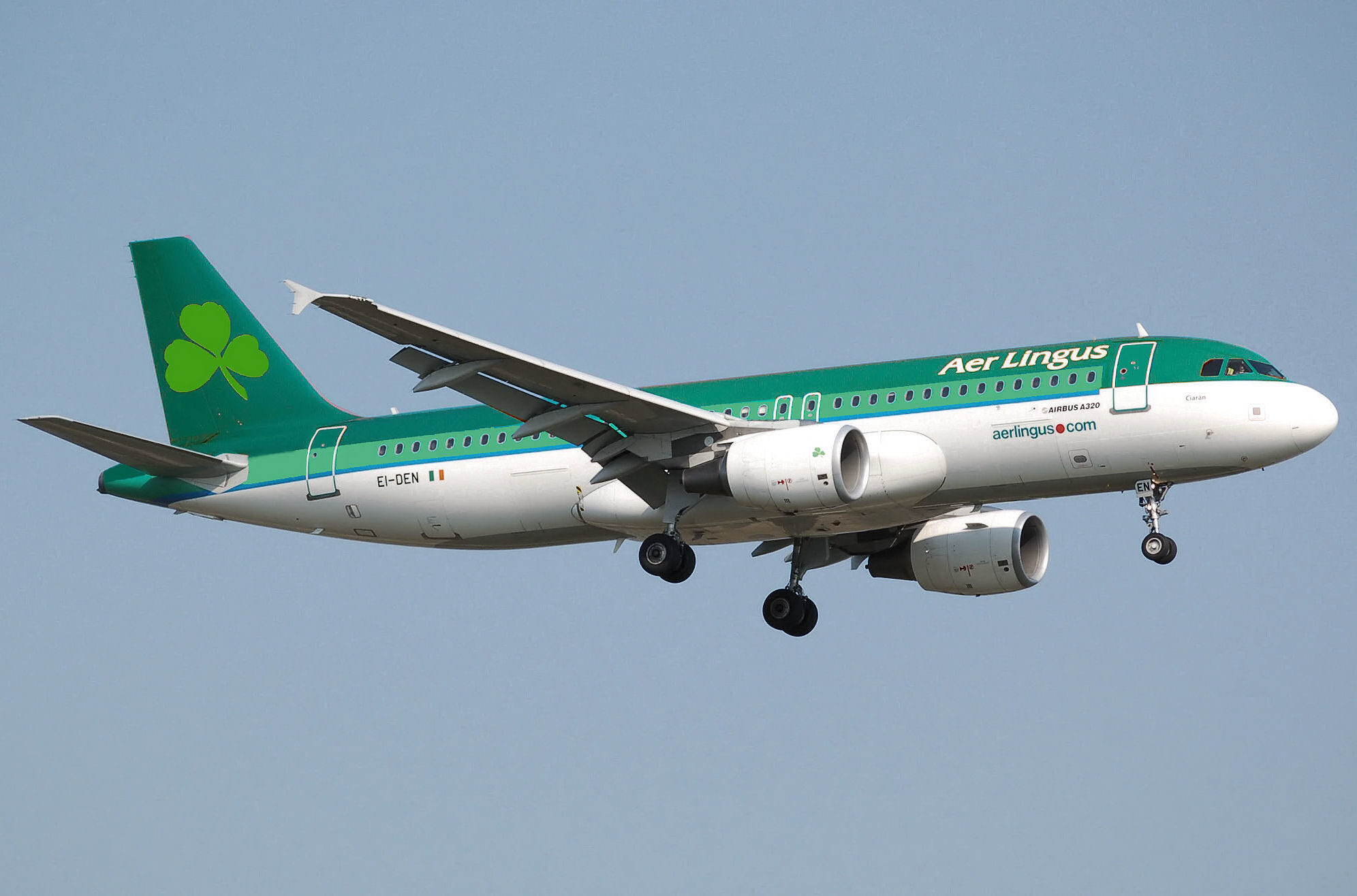
英国のロンドン・ヒースロー空港に着陸するエアリンガスのエアバスA320-200

4年間、最高経営責任者を務めていたダーモット・マニオンCEOは、2009年4月6日に辞任を発表した。2009年10月1日に入社した、ドイツ出身のクリストフ・ミュラーに代わった。同氏は、トゥイグループのトゥイトラベルとサベナ・ベルギー航空の元幹部であった。
2009年12月2日にエアリンガスは、組合との交渉が崩壊したと発表した。理事会は回答として、従業員数を減らすことを投票した。ミューラーによると、組合が提供する譲歩は短期的な性質のものであり、見返りに高額の補償を求められていた。また、エアリンガスは、削減すべき路線や職種を特定しなかったが、「すぐに開始され、強制される」可能性が最も高いという。2010年4月には、年間5,700万ユーロを節約することが期待されている「グリーンフィールド」コスト削減計画の承認に関する投票を、すべての従業員によって可決した。導入されたコスト削減の第2段階は、オフィススタッフの数を最大40％削減することで年間4,000万ユーロを節約することを目的としたものである。
ミューラーは、エアリンガスは格安航空券でのライアンエアーとの直接的な競争から、サービスをより重視したよりハイブリッドなモデルに再び移行することを述べた。この動きの一環として、2007年にワンワールドに再び加盟するための交渉を開始したが、実現しなかった。
2010年6月15日にコスト削減のため、シャノン - ボストン線、シャノン - ニューヨーク（JFK）線を2011年1月から11週間停止すると発表した。

### 2010年代
エアリンガスは2011年に設立から75周年を迎え、同年3月26日に1960年代の塗装で最新の航空機を発表し、乗組員は歴史的な制服を着用していた。
ライアンエアーは、エアリンガスを1株あたり1.30ユーロ、総額6億9,400万ユーロで買収する新たな買い付けを開始する意向を2012年6月19日に発表した。しかし欧州委員会は、合併により消費者の選択が損なわれ、運賃が増加するという理由から、ライアンエアーがエアリンガスを買収する3度目の試みを2013年2月27日に阻止した。
エアリンガスは、ベルファスト国際空港で5年間拠点としたのち、2012年7月19日にジョージ・ベスト・ベルファスト・シティ空港に移転すると発表した。ベルファスト - ロンドン（ヒースロー）線のほか、日3便のロンドン・ガトウィック空港の運航も発表し、2013年3月31日にファロとマラガへの運航も開始した。エアリンガスは、2012年から2013年の冬のシーズンに向けて、ベルファスト・シティ空港に2機を配備し、2013年の夏に向けて3機目が到着した。
ユナイテッド航空との合弁事業で、ワシントンD.C.からスペインのマドリードへの運航を開始したが、2012年10月30日に終了した。

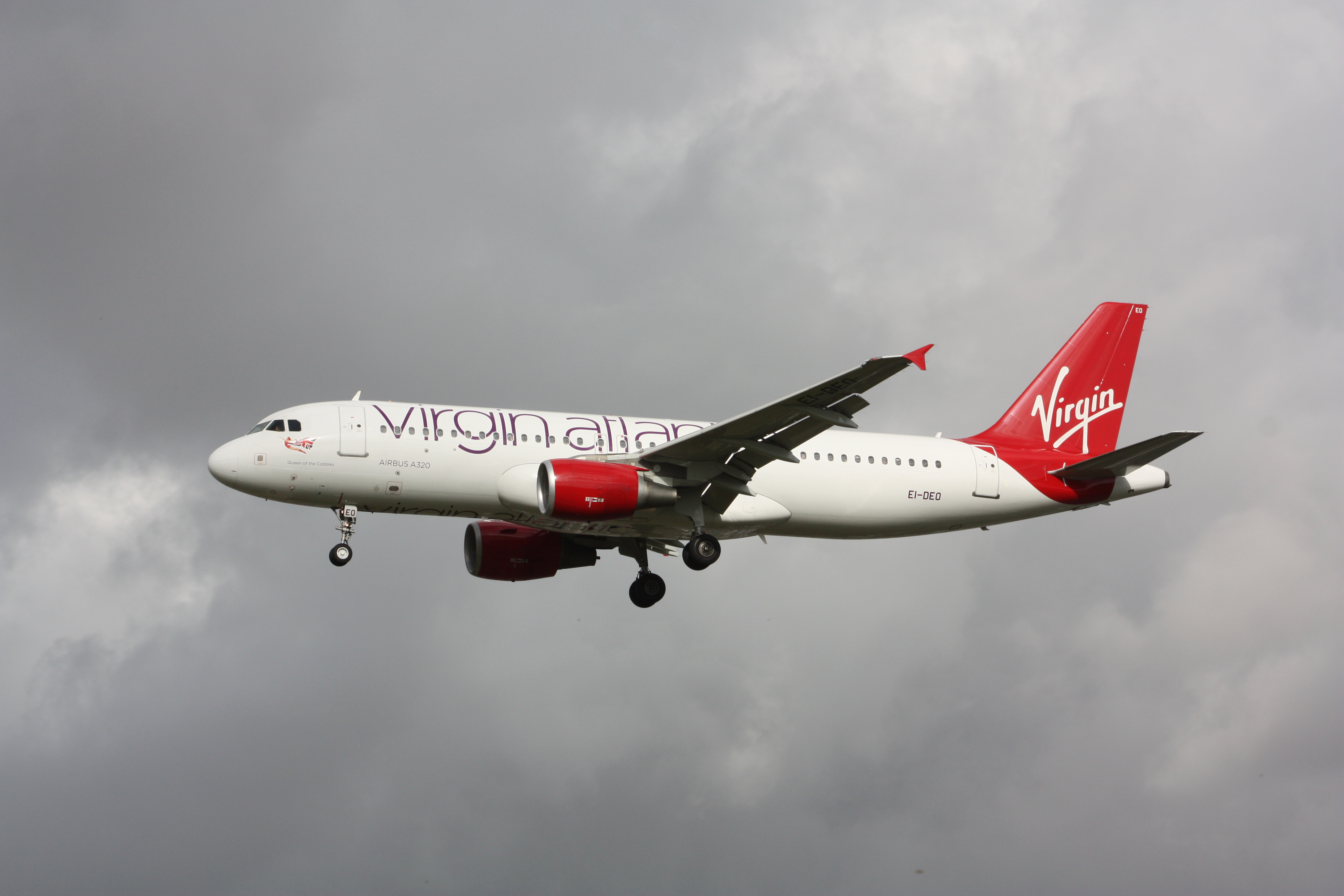
エアバスA320-214（アイルランド登録のヴァージン・アトランティック航空塗装）

2012年12月にブリティッシュ・エアウェイズによるブリティッシュ・ミッドランド航空の買収に続き、ヴァージン・アトランティック航空はロンドン・ヒースロー空港からイギリス国内線を飛行することができ、ブリティッシュ・エアウェイズの独占路線が終了した。エアリンガスは、ウェットリース契約に基づいて、エアバスA320-214の4機（アイルランド登録のヴァージン・アトランティック航空塗装）と、ロンドン・ヒースロー空港からアバディーン、エディンバラ、マンチェスターを運航する路線の乗務員を募集した。2013年3月31日にマンチェスターへの路線が開始された。ヴァージン・アトランティック航空が国内線の運航を停止したため、ウェットリース契約は2015年9月に終了した。
2013年7月に北米への路線拡張が2014年に開始されることが発表された。週5便のダブリン - サンフランシスコ線と、エアリンガスに代わってボーイング757で航空請負業者が運営するダブリン - トロント線への日1便を運航する。また、シャノン - ボストン線は2014年1月から、シャノン - ニューヨーク線は2014年3月から、年間を通じて毎日運航されると発表した。しかし、以前のようにエアバスA330を運航せず、ボーイング757を航空請負業者からリースし、運航する。また、2015年5月1日にダブリン - ワシントンD.C.線は、週4便で再び運航されるようになった。
ダブリン - サンフランシスコ線が2014年4月2日に再開され、ダブリン - ワシントンD.C.線は、2015年5月に週4便の夏季路線を開始した。2016年5月4日にダブリン - ロサンゼルス線が再開された。
2014年7月18日、エアリンガスとクリストフ・ミュラーの間で2015年5月に最高経営責任者を辞任すると発表した。ミューラーは、リストラの一環としてマレーシア航空に入社した。2015年2月16日に同社は、2015年3月1日から、スティーブン・カヴァナが最高経営責任者に就くと発表した。

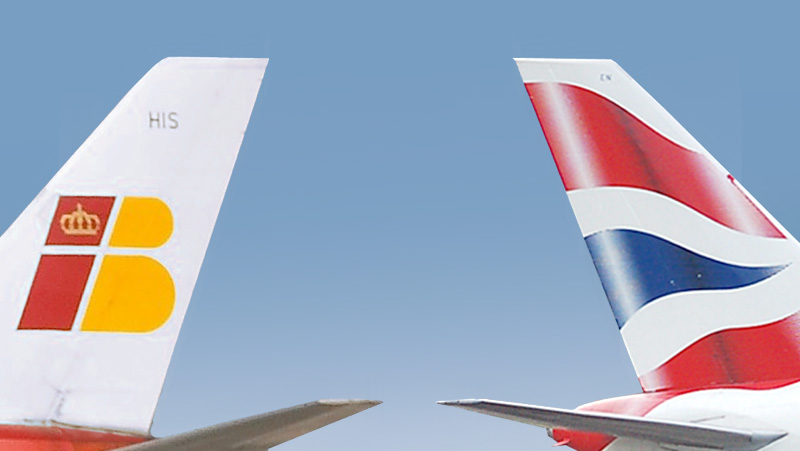
ブリティッシュ・エアウェイズとイベリア航空の持株会社インターナショナル・エアラインズ・グループ

2014年12月14日、ブリティッシュ・エアウェイズ、イベリア航空、ブエリング航空の持株会社である、インターナショナル・エアラインズ・グループ（IAG）は、エアリンガス・グループ公開有限会社に対し、10億ユーロ（1株あたり2.30ユーロ）の公開買い付けを開始した。エアリンガス理事会は、この提案を2014年12月16日に拒否した。
IAGは、1株当たり2.40ユーロの買収を2015年1月9日に提案したが、エアリンガスは2度目の買い付けを拒否した。
同年1月24日にIAGは3度目の買い付けを開始し、総額は約14億ユーロまで上がる1株当たり2.55ユーロの買収提案を提案した、アイルランド政府は、25％の持分をIAGに売却することを2015年5月26日に同意した。
2015年9月2日にIAGは、エアリンガスの支配権を引き継いだ。2015年9月17日には、IAGによる買収が完了したため、エアリンガスの株式はアイルランド証券取引所とロンドン証券取引所から撤退した。
2016年11月29日に独自のマイレージサービスのゴールドサークルクラブ（Gold Circle Club）から、IAGのアビオスポイント（Avios Points）を使用したエアクラブ（AerClub）に変更された。
2019年1月1日よりスティーブン・カヴァナに代わって、ショーン・ドイルが最高経営責任者に就任した。
2019年1月17日、20年以上ぶりに機材の新塗装を発表した。

### 2020年代
2020年1月15日、ルイーズ・ケネディによる新しい制服をダブリン空港で発表した。
2020年6月からダブリン空港のケータリング部門を、エミレーツ航空グループが所有する年間30億ユーロ以上の収益を誇る大手空港サービス会社、dnata（ドバイ国立航空運送協会）に外注することを決定し、契約に同意した。

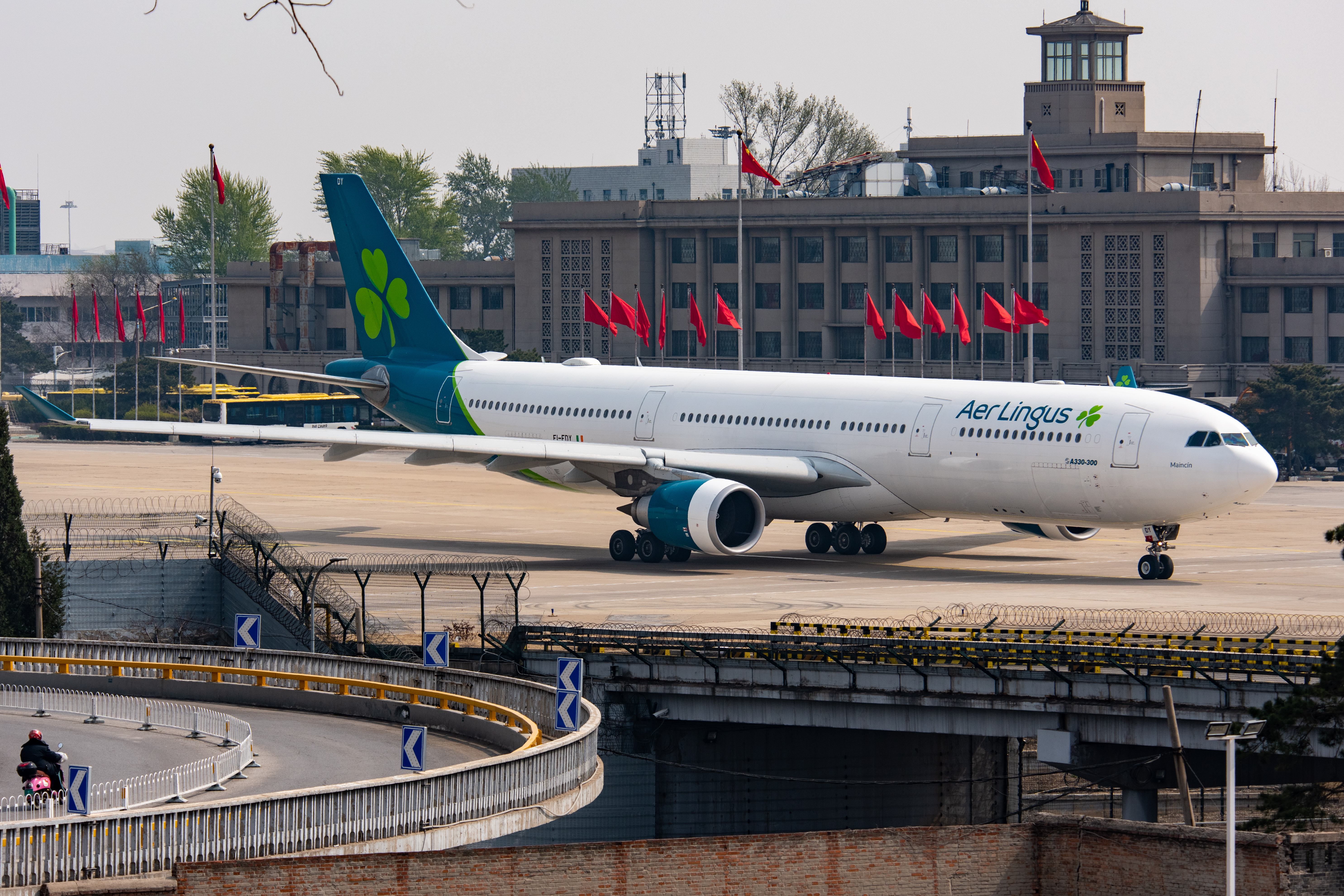
中国・北京首都国際空港のエアリンガス

2020年2月25日にエアリンガスは、イタリアのロンバルディア州にある複数の町で新型コロナウイルスの感染が発生したため、イタリア外務省から渡航制限がかけられているとの通知を受けた。エアリンガスは運航を継続するとし、さらにアイルランド保健サービス委員会（HSE）や世界保健機関（WHO）、欧州航空安全機関（EASA）の指示を遵守し続けると発表した。2月28日にミラノ・リナーテ - ダブリン線で乗客のひとりが新型コロナウイルスに感染していたとの報告を受け、HSEおよび外務省に全面的に協力していることを発表した。エアリンガスの客室乗務員4名も隔離された。翌日、エアリンガスはイタリア北部への運航停止を発表し、3月10日にはイタリアへの運航を停止した。その後、ネットワーク全体の減便を発表し、最終的には全体の95%削減したが、新型コロナウイルス感染症の流行で航空会社史上最大の夏季スケジュールの計画は頓挫した。一時的な措置として、全従業員の勤務時間と給与を50%削減したことを発表した。同月末の3月29日に中国の北京発のエアリンガス9019便がアイルランドの医療関係者のための防具などを携え、ダブリン空港に着陸した。アイルランド政府の要請に応じて中国との間で数百便の運航が予定された。エアリンガスが日本を含む東アジアへ運航するのは、これが会社発足以来、初めてである。6月13日の報道によると、エアリンガスと労働組合との人員削減に関する最終草案に基づく措置案が広く受け入れられた。
2020年7月21日から韓国のソウルからアイルランド保健サービス委員会（HSE）のために防具を輸送している。

## 提携関係をめぐる動き

### ワンワールド
航空連合のワンワールドに2000年6月1日から加盟していたが、短中距離路線において安価な料金を多く設定し、また二点間輸送に重点を置くという格安航空会社に近い運営方法をとり始めたことが、ワンワールドの求める運航形態とずれてきたため、2006年5月に脱退を表明し、2007年4月に脱退した。

### ライアンエアー
同じアイルランドの格安航空会社、ライアンエアーはエアリンガスに対し2006年から出資を重ね、株式の30％近くを取得して買収する動きを見せた。これに対し、ブリティッシュ・エアウェイズなどの持株会社であるインターナショナル・エアラインズ・グループ(IAG)がエアリンガスの株式取得へ動き出した。
2015年7月10日、ライアンエアーは保有するエアリンガスの全株式を売却する方針を決め、EU当局も条件付きで認めた。これにより、同年8月18日までにIAGが当社株式の95.77%を取得し、当社はIAG傘下航空会社の一社となった。

#### 1度目の買収の試み（2006年）

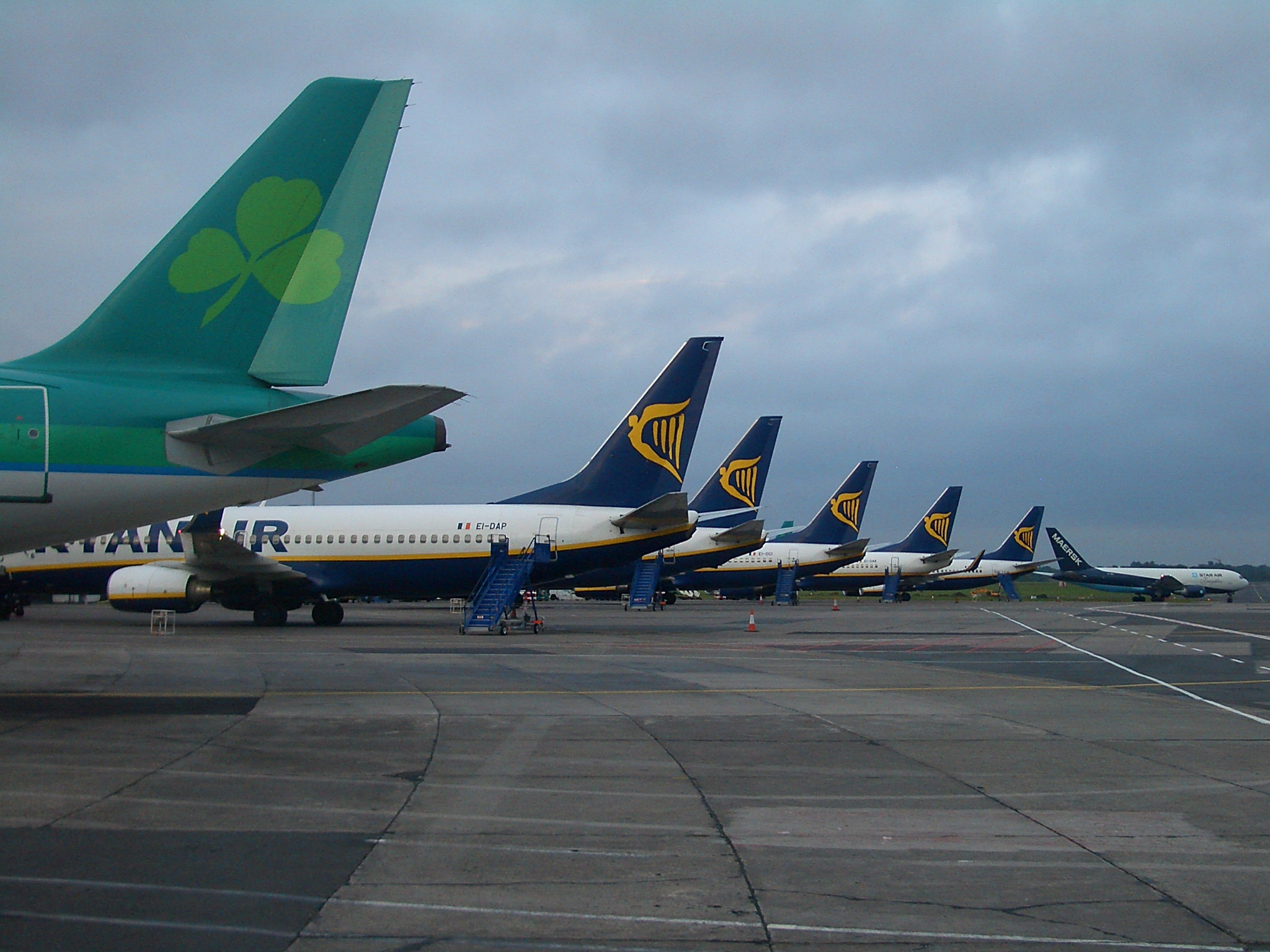
2007年のエアリンガス（手前）とライアンエアー（奥）

2006年10月5日にライアンエアーはエアリンガスを買収する買い付けを開始した。ライアンエアーの最高経営責任者、マイケル・オリアリーCEOは、アイルランドの航空会社を形成する「ユニークな機会」であると述べた。ライアンエアーは、エアリンガスの株式16％を購入し、残りの株式に2.80ユーロを売り出していたと語ったが、エアリンガスはライアンエアーの公開買い付けを断った。
2006年11月29日にライアンエアーは、持分を26.2％に引き上げたことを発表した。同年12月21日に、欧州委員会が買い付けの調査を終えた直後に、別の買い付けを追求する意図でエアリンガスへの買い付けを撤回すると発表した。欧州委員会は、買収により消費者の選択が減り、運賃が上がることを懸念していた。
2007年6月27日に欧州委員会は、2つの航空会社がダブリン発のヨーロッパ路線の80％以上を保有しているとして、競争上の理由による買い付けを阻止する決定を発表した。

#### 2度目の買収の試み（2008年 - 2009年）
2008年12月1日、ライアンエアーはエアリンガスの2度目の公開買い付けを開始し、7億800万ユーロの現金申し入れを行った。1.40ユーロの申し入れは、11月28日までの30日間のエアリンガス株式の平均終値（1.09ユーロ）の28％だったが、2006年の半分であった。2つの航空会社は別々に運営され、ライアンエアーは、エアリンガスの短距離路線の機材を33機から66機に倍増させ、1,000名の新規雇用を創出すると主張した。エアリンガス理事会は、この提案を拒否し、株主に対して何もしないよう助言した。最終的には、他の株主の過半数によって拒否された。ライアンエアーは、2009年1月28日に買い付けを取り下げるまで、申し入れをエアリンガスに公開したままにしていた。アイルランド政府は、ライアンエアーの最高経営責任者であるマイケル・オリアリーCEOの申し出を「航空会社を過小評価している」と非難し、ライアンエアーの買収は業界の競争とアイルランドの消費者に「重大な悪影響」を与えると述べた。

#### 3度目の買収の試み（2012年）
ライアンエアーは、エアリンガスを1株あたり1.30ユーロ、総額6億9,400万ユーロで買収する新たな買い付けを開始する意向を2012年6月19日に発表した。ライアンエアーは、競争当局がこの試みを阻止しないことへの希望を表明し、インターナショナル・エアラインズ・グループ（イベリア航空とブリティッシュ・エアウェイズの持株会社）とルフトハンザドイツ航空による、ブリティッシュ・ミッドランド航空とブリュッセル航空の買収を例に挙げた。
エアリンガスは、2012年6月20日にライアンエアーの提案を検討した結果、エアリンガスの取締役会がこれを拒否し、同社の株主に関して何も行動を起こさないようアドバイスすることを記したプレスリリースを発表した。ライアンエアーからのいかなるオファーも成功する可能性は低いと指摘した理由が、第一に、当時のエアリンガスへの航空会社の買い付けをブロックするという欧州委員会の2007年の決定、第二に、英国競争委員会による、エアリンガスに対するライアンエアーの少数株主持分に関する調査が進行中であることだった。さらに、エアリンガスの取締役会は、同社の10億ユーロを超える引当金、航空会社の収益性、貸借対照表を考慮すると、ライアンエアーの申し入れはエアリンガスを過小評価しているとプレスリリースで述べている。
2013年2月27日に欧州委員会は、合併により消費者の選択が損なわれ、運賃が増加するという理由から、ライアンエアーがエアリンガスを買収する3度目の試みを阻止した。

### インターナショナル・エアラインズ・グループ

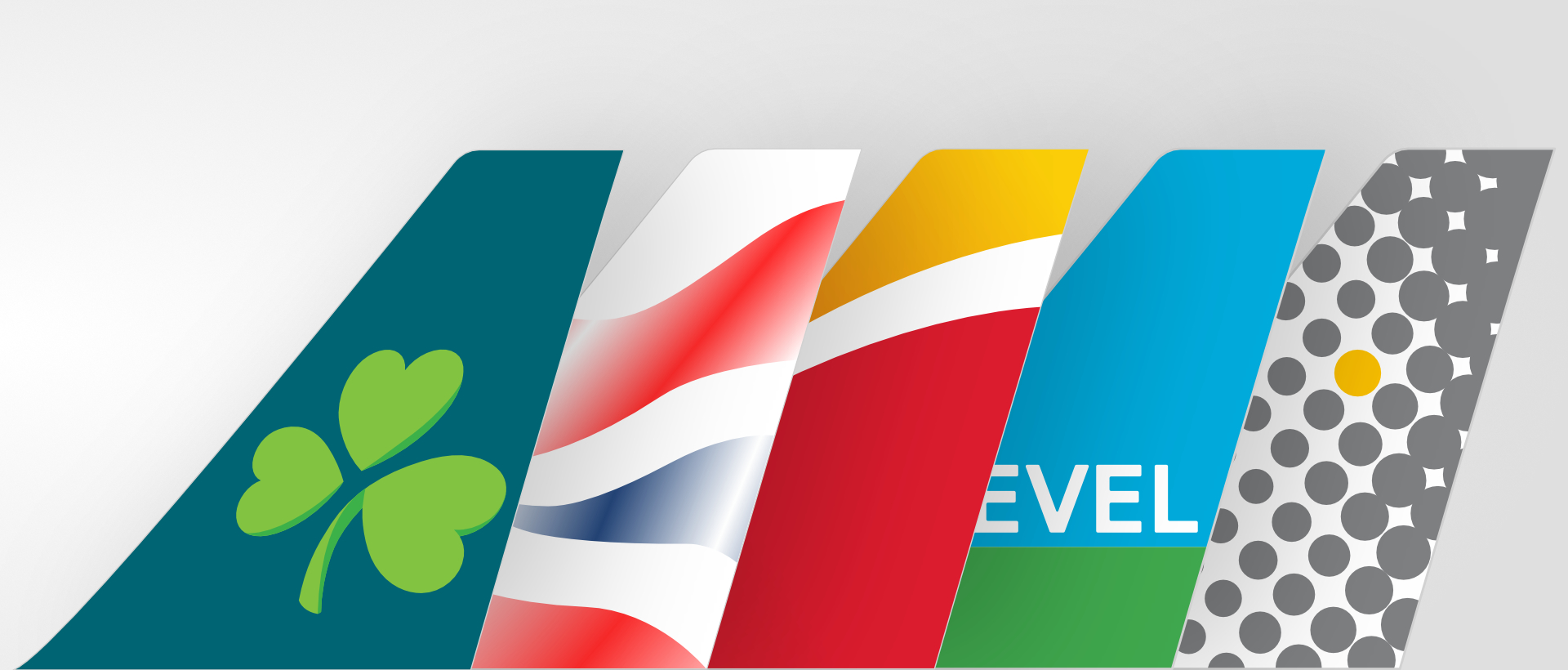
インターナショナル・エアラインズ・グループの航空会社

2014年12月14日、ブリティッシュ・エアウェイズ、イベリア航空、ブエリング航空の持株会社である、インターナショナル・エアラインズ・グループ（IAG）は、エアリンガス・グループ公開有限会社に対し、10億ユーロ（1株あたり2.30ユーロ）の公開買い付けを開始した。エアリンガス理事会は、この提案を2014年12月16日に拒否し、提案を「暫定的で、条件が厳しく、拘束力がない」とコメントした。さらに、「理事会は提案を検討し、それがエアリンガスおよびその魅力的な見通しを根本的に過小評価すると信じている。したがって、提案は拒否した」と理由についても言及した。
IAGは、1株当たり2.40ユーロの買収を2015年1月9日に提案したが、エアリンガスは2度目の買い付けを拒否した。
同年1月24日にIAGは3度目の買い付けを開始し、総額は約14億ユーロまで上がる1株当たり2.55ユーロの買収提案を提案した。
エアリンガス理事会は2015年1月27日に、「IAGのエアリンガスに対する3番目の提案の金銭的条件は、お勧めできるレベルにある」と発表し、「会社の将来に関するIAGの意向、特にエアリンガスは独自のブランド、管理、運営を行う独立した事業として運営される」と確認した。
アイルランド政府は、25％の持分をIAGに売却することを2015年5月26日に同意した。
2015年7月10日、ライアンエアーはエアリンガス株式の30％近くを売却することを可決した。欧州連合（EU）とアメリカ合衆国の規制当局は、IAGがロンドン・ガトウィック空港で5つのスロットペア（発着枠）を放棄することを条件とし、買収を承認した。2015年9月2日にIAGは、エアリンガスの支配権を引き継いだ。2015年9月17日には、IAGによる買収が完了したため、エアリンガスの株式はアイルランド証券取引所とロンドン証券取引所から撤退した。
エアリンガスがIAGによる買収が完了しため、2016年11月29日に独自のマイレージサービスのゴールドサークルクラブ（Gold Circle Club）から、IAGのアビオスポイント（Avios Points）を使用したエアクラブ（AerClub）に変更された。

## ロゴマーク
ロゴマークはアイルランドの象徴とされるシャムロック（コールサインも"Shamrock"である）、コーポレートカラーの緑色はアイルランドのナショナルカラーである。2019年1月17日に現行のロゴマークを発表した。

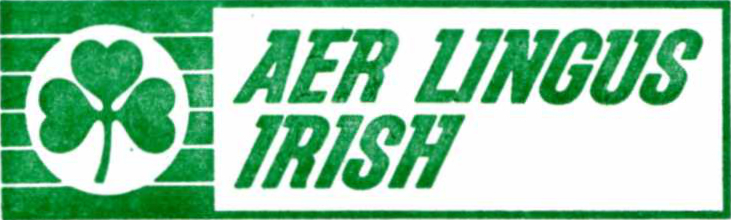
1965年から1981年まで使用されていたロゴマーク
1981年から1996年まで使用されていたロゴマーク
1996年から2019年まで使用されていたロゴマーク

## 塗装

### 通常塗装

#### 2019年 -
2019年1月17日に現行の塗装を発表した。インターナショナル・エアラインズ・グループの子会社のイベリア航空と同様にユーロホワイト塗装がなされ、胴体の「エアリンガス」の文字とドアにシャムロックが描かれているほか、エンジンにも緑色の塗装がなされた。2021年末までには、すべての機材がこの塗装で統一された。

#### 1996年 - 2019年
胴体の上の部分が緑色の塗装で占められており、窓周辺は薄い緑色で塗装された。シャムロックは垂直尾翼とエンジンに描かれている。

#### 1981年 - 1996年
胴体の上の部分が緑色の塗装で占められており、窓周辺は黒色と青色で塗装された。垂直尾翼に白いシャムロックが描かれており、ロゴは窓より下に配置されている。

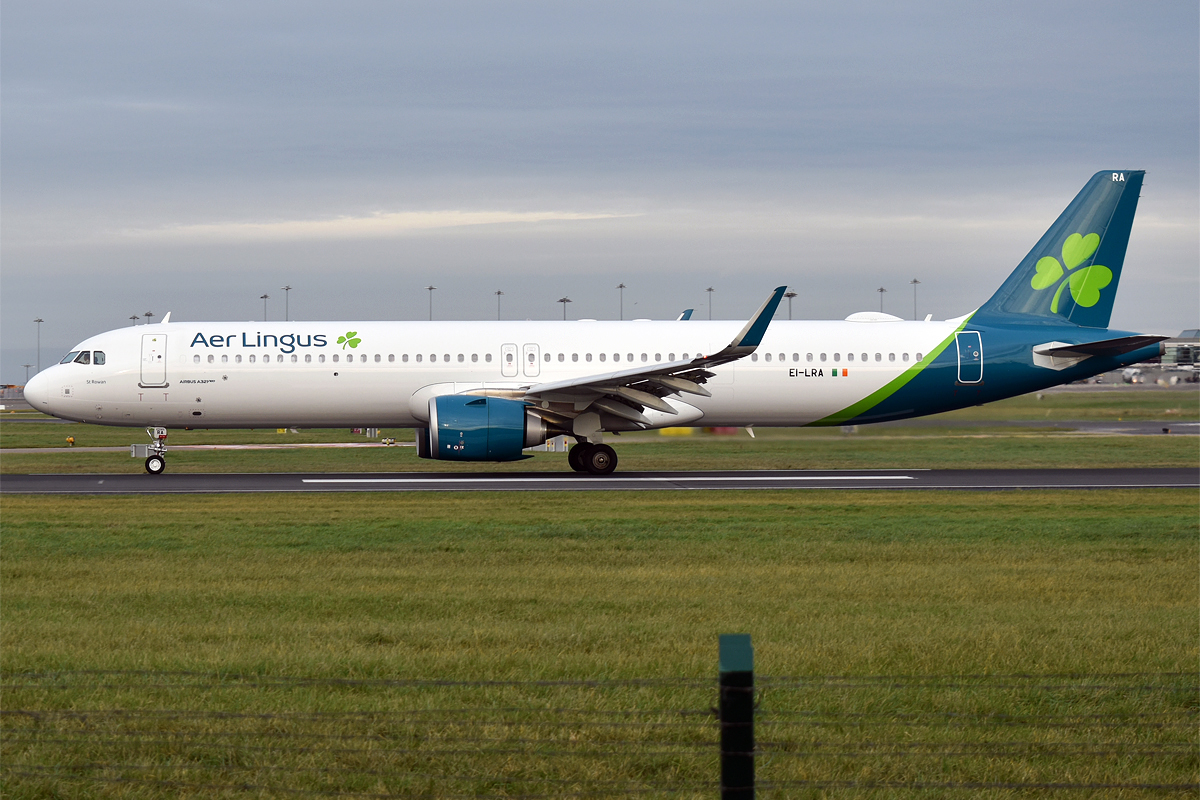
2019年1月17日から順次に導入されている現行塗装
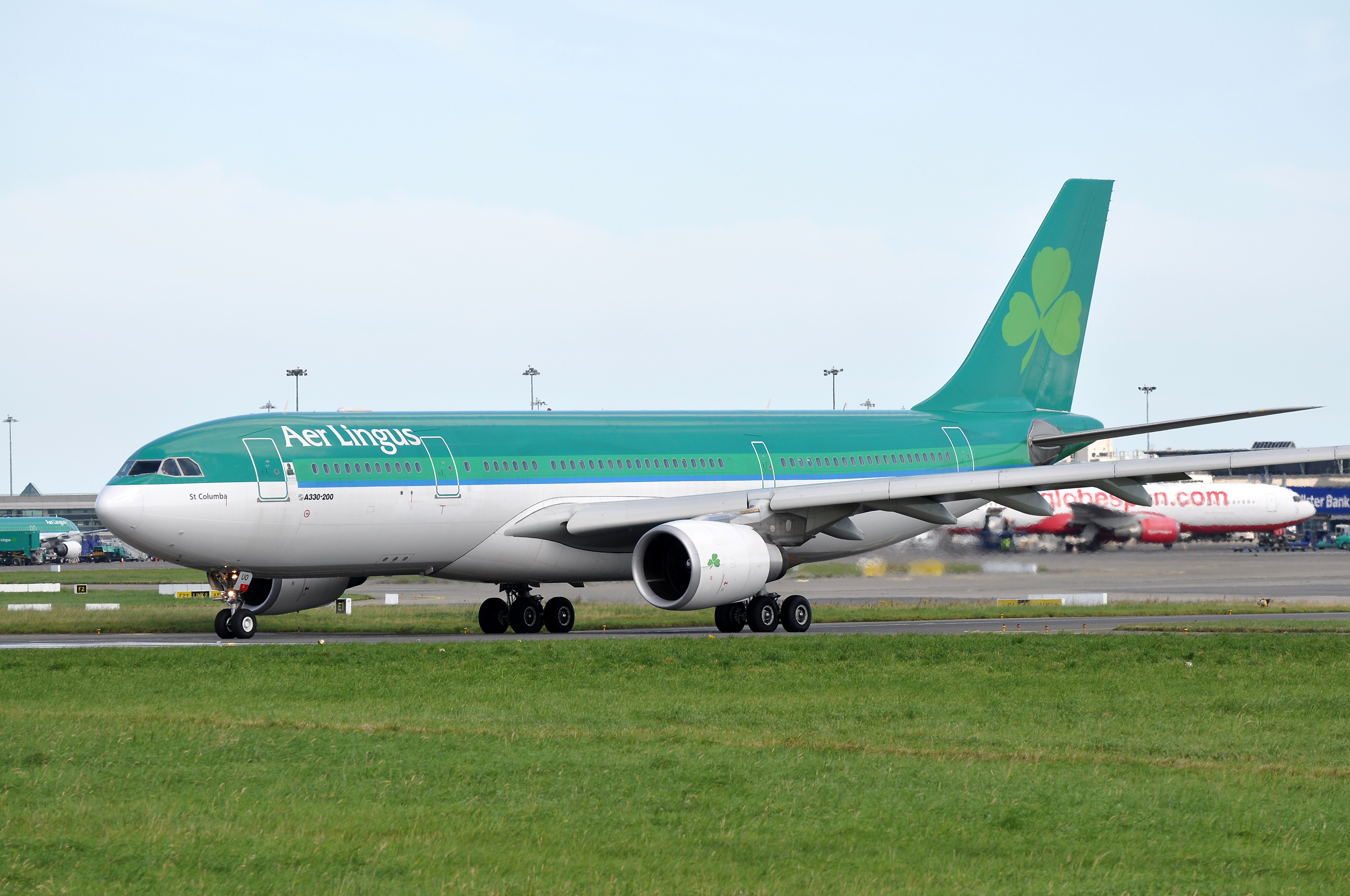
1996年からの塗装
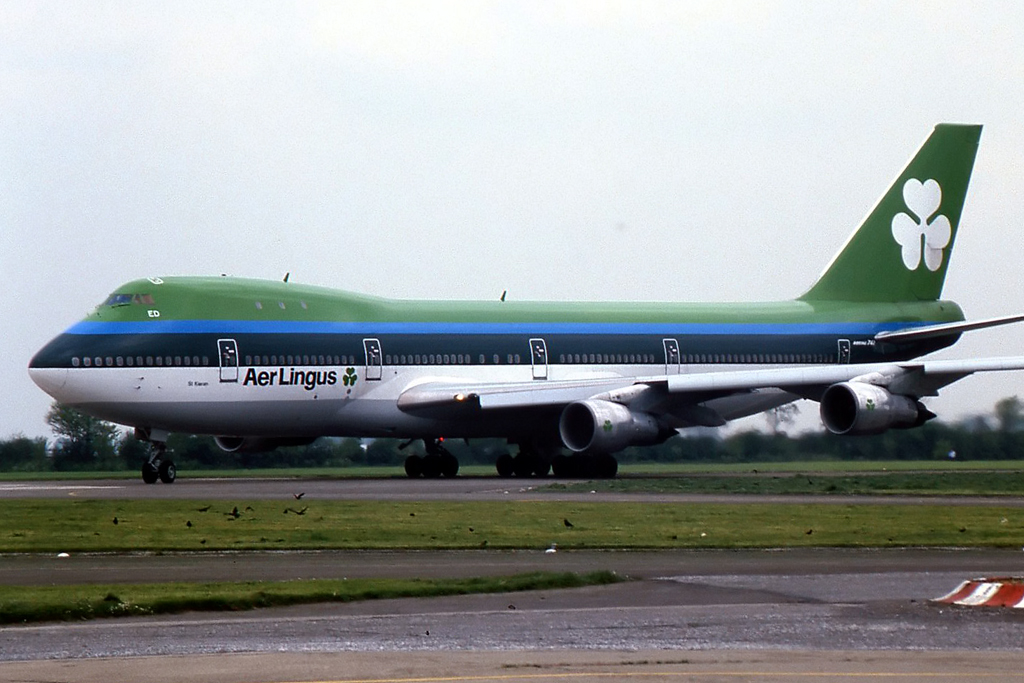
1981年 - 1996年の塗装

### 特別塗装

#### ラグビーアイルランド代表塗装
2015年4月30日より、エアリンガスはラグビーアイルランド代表のスポンサーになり、エアバスA320-200の特別塗装機が2機ある。

#### レトロ塗装
2011年に設立75周年を記念して、エアバスA320-200の1機を1960年代の塗装を施した。

#### 公式ウェブサイト塗装
2002年にエアリンガス公式ウェブサイトが開設され、プロモーションするための特別塗装機。その後は、通常塗装（1996年 - 2019年）の機体の下部分に「aerlingus.com」の文字が追加された。現在この塗装は廃止されている。

ラグビーアイルランド代表塗装機
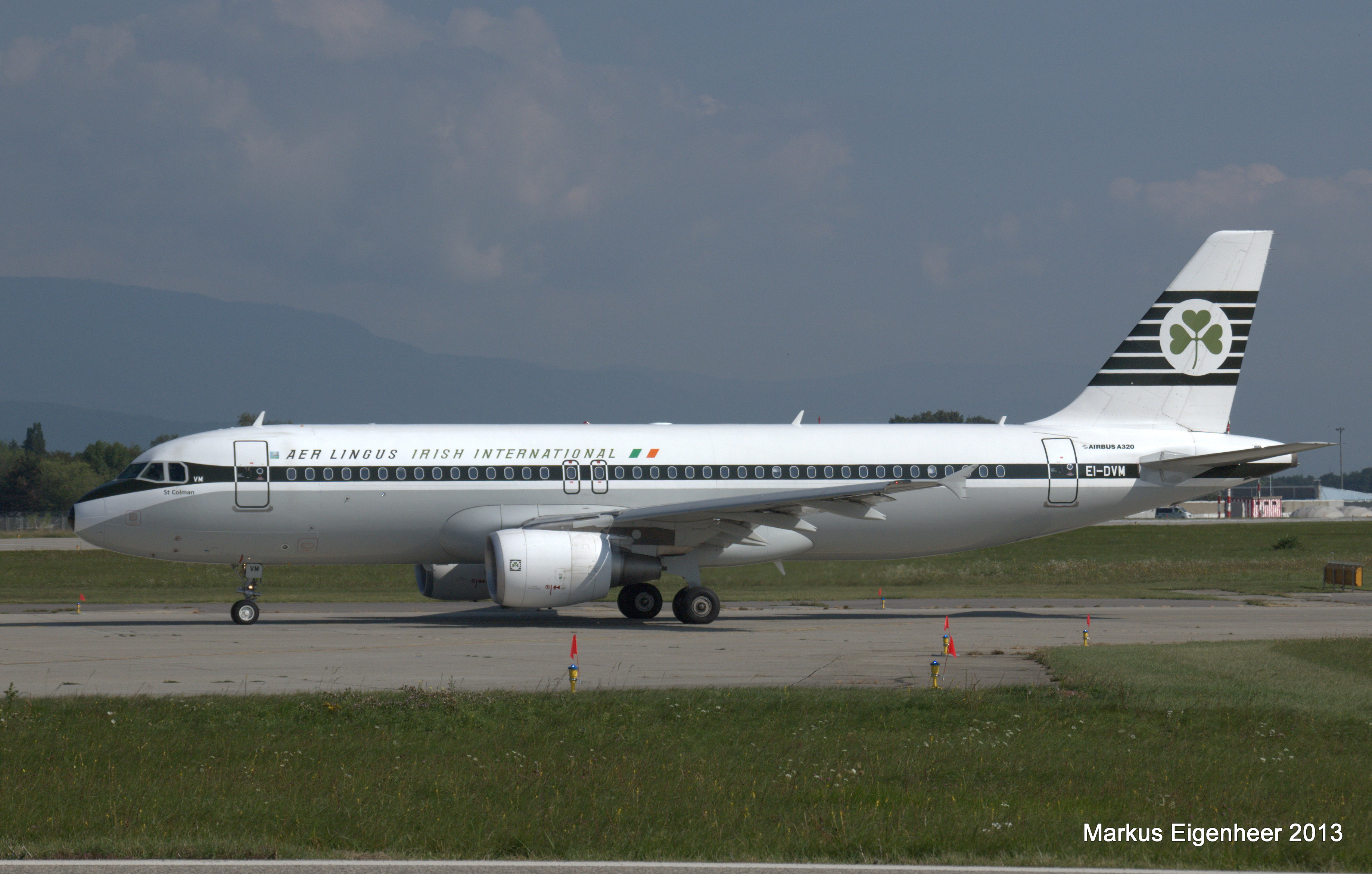
レトロ塗装機
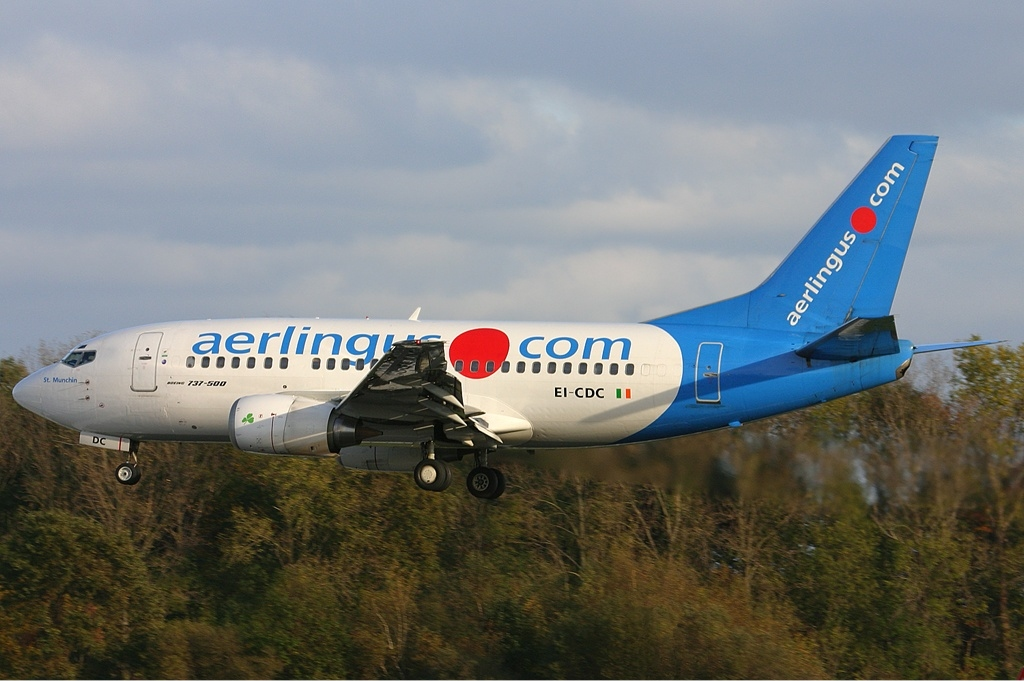
青色のaerlingus.com塗装機（廃止）
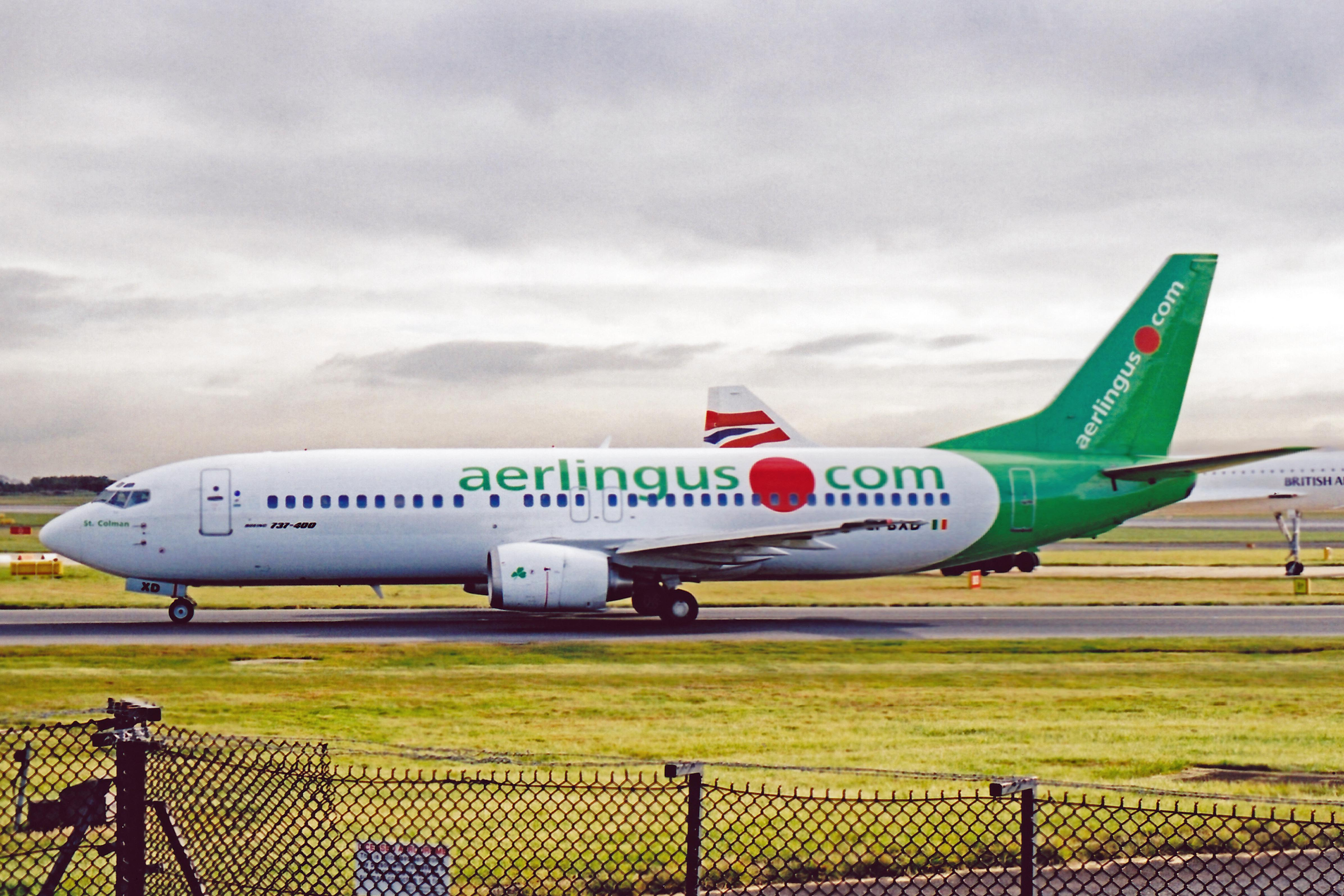
緑色のaerlingus.com塗装機（廃止）
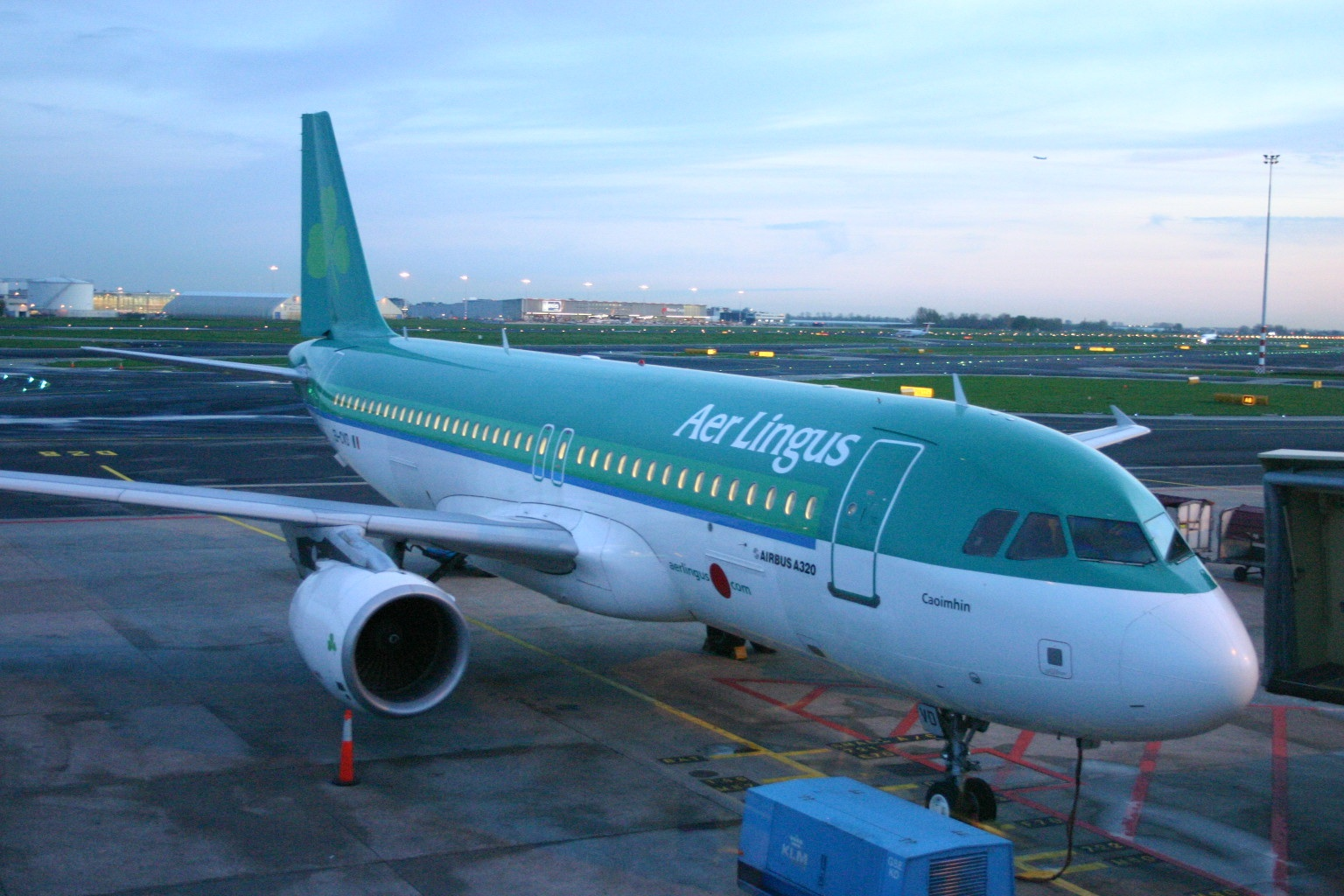
通常塗装機の機体の下部分にaerlingus.comと書かれている（廃止）

### 暫定塗装
ピーク時に一時的にリースされ、運航している機材には、暫定塗装が施された。現在この塗装は廃止されている。

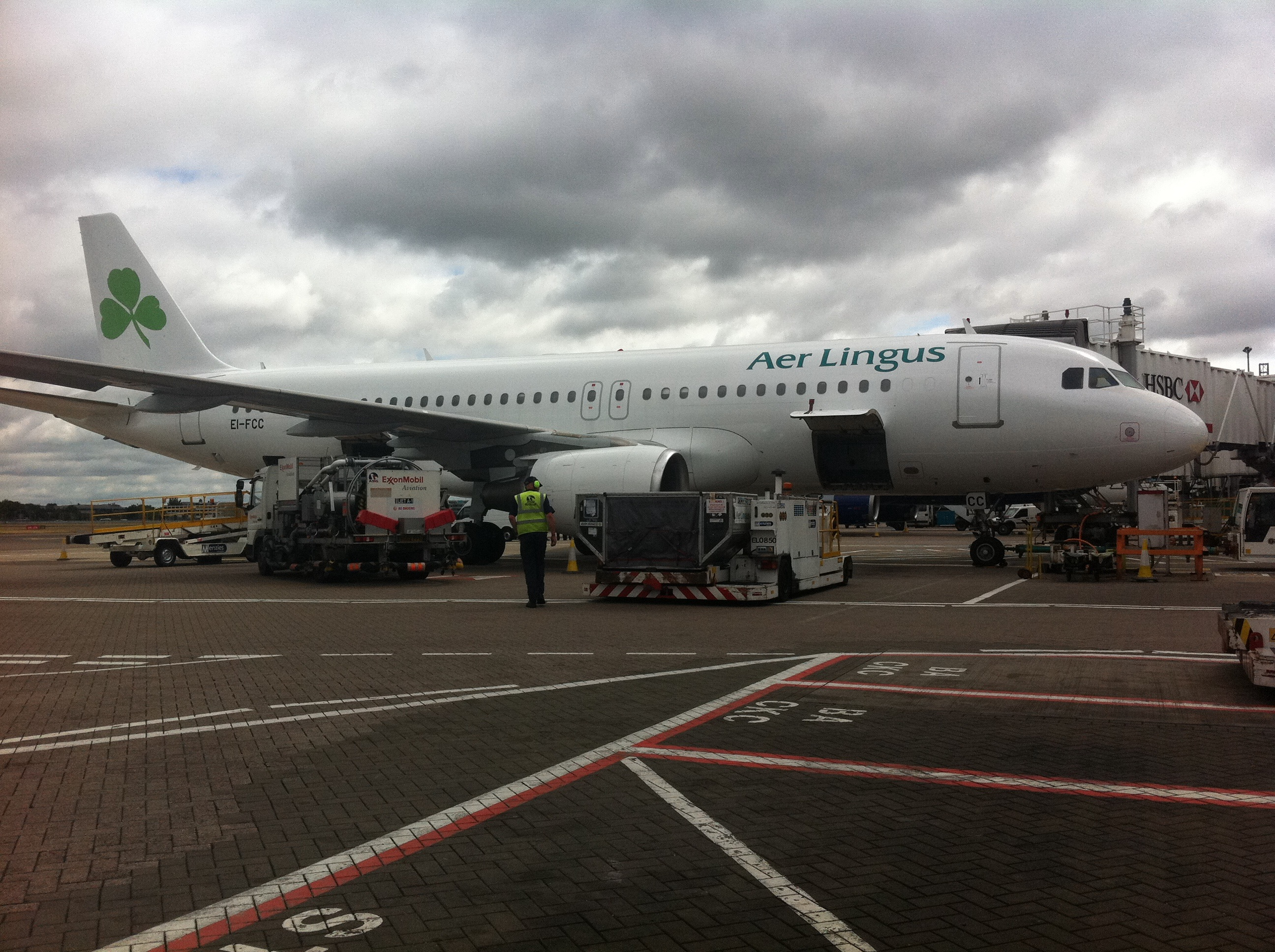
暫定塗装機（廃止）
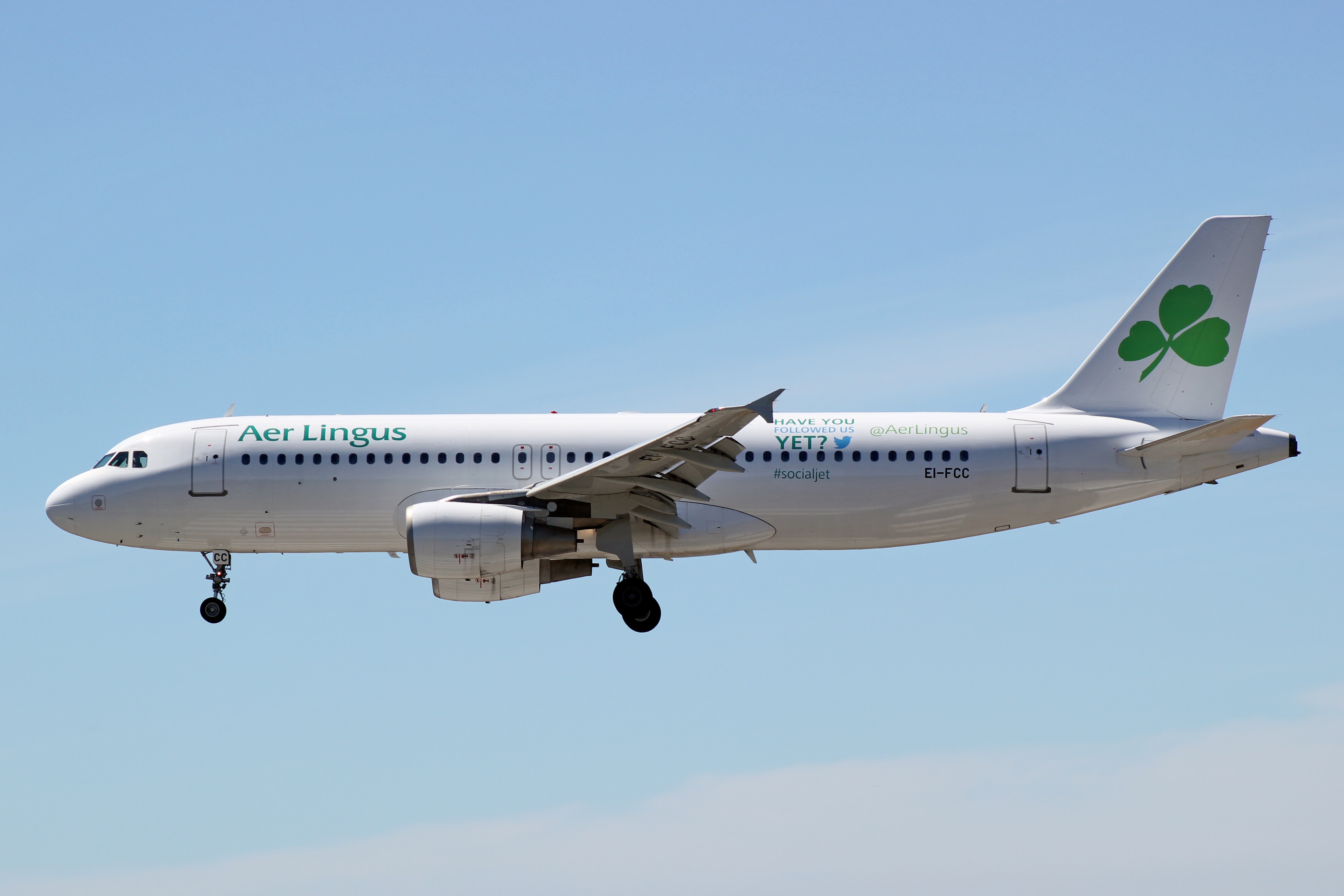
暫定塗装に同社のTwitterの宣伝が機体後方にある（廃止）

## 運航機材
| 機材                       | 保有数 | 発注数 | 座席数 | 座席数 | 座席数 | 備考                                                        |
| 機材                       | 保有数 | 発注数 | C      | Y      | 計     | 備考                                                        |
| -------------------------- | ------ | ------ | ------ | ------ | ------ | ----------------------------------------------------------- |
| エアバスA320-200           | 27     | -      | -      | 174    | 174    |                                                             |
| エアバスA320neo            | 7      | 1      | -      | 186    | 186    |                                                             |
| エアバスA321LR             | 8      | -      | 16     | 168    | 184    |                                                             |
| エアバスA321XLR            | 2      | 4      | 16     | 168    | 184    |                                                             |
| エアバスA330-200           | 3      | -      | 23     | 243    | 266    |                                                             |
| エアバスA330-200           | 3      | -      | 23     | 248    | 271    |                                                             |
| エアバスA330-200           | 3      | -      | 23     | 258    | 281    |                                                             |
| エアバスA330-300           | 10     | -      | 30     | 283    | 313    |                                                             |
| エアバスA330-300           | 10     | -      | 30     | 287    | 317    |                                                             |
| エアバスA330-900           | -      | 21     | 未定   | 未定   | 未定   | イベリア航空、レベル向けの発注分も含む 13機のオプション付き |
| エアリンガスUK             |        |        |        |        |        |                                                             |
| エアバスA330-300           | 2      | -      | 30     | 287    | 317    |                                                             |
| エアリンガス・リージョナル |        |        |        |        |        |                                                             |
| ATR 72-600                 | 18     | -      | -      | 70/72  | 70/72  |                                                             |
| 計                         | 77     | 26     |        |        |        |                                                             |

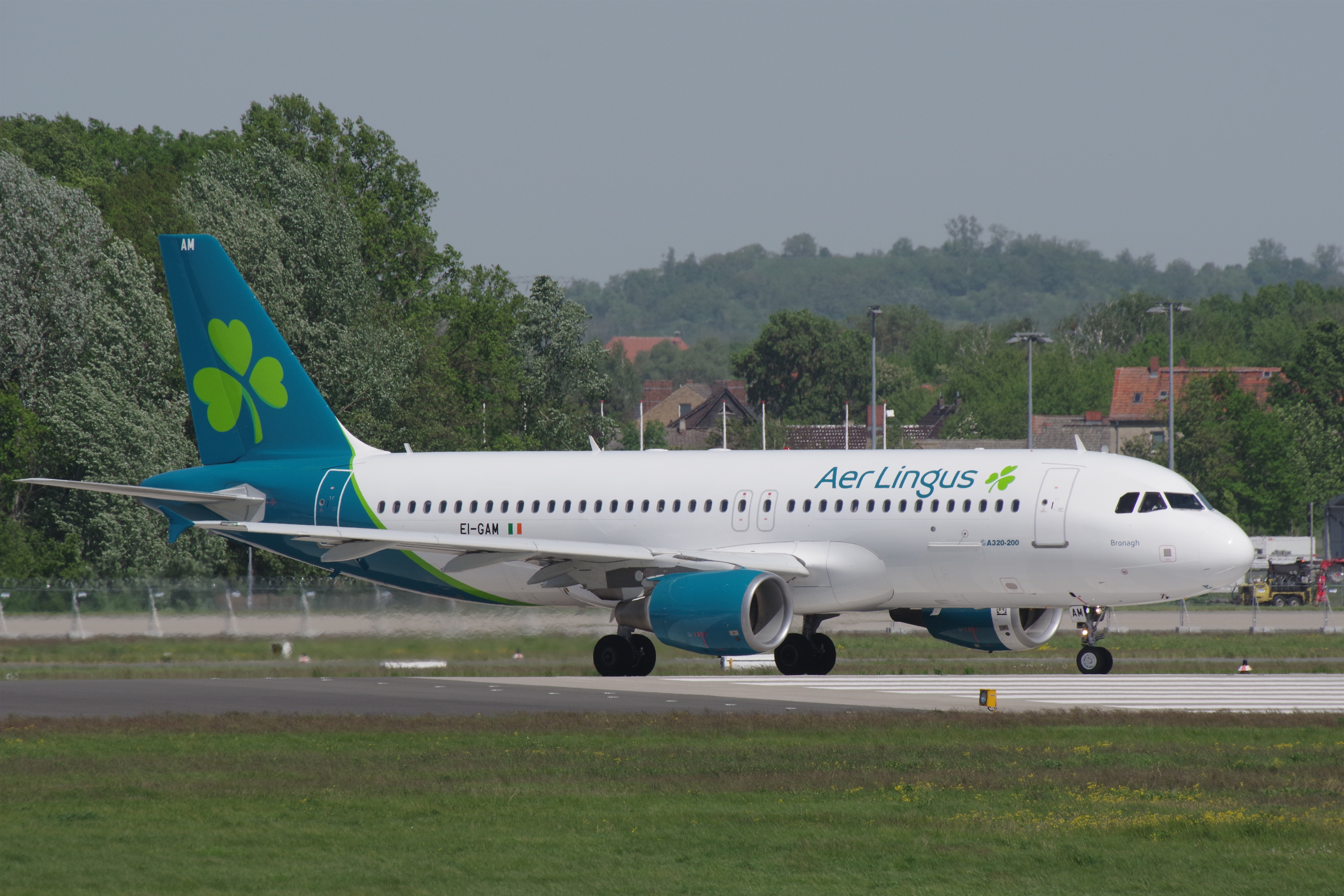
エアバスA320-200
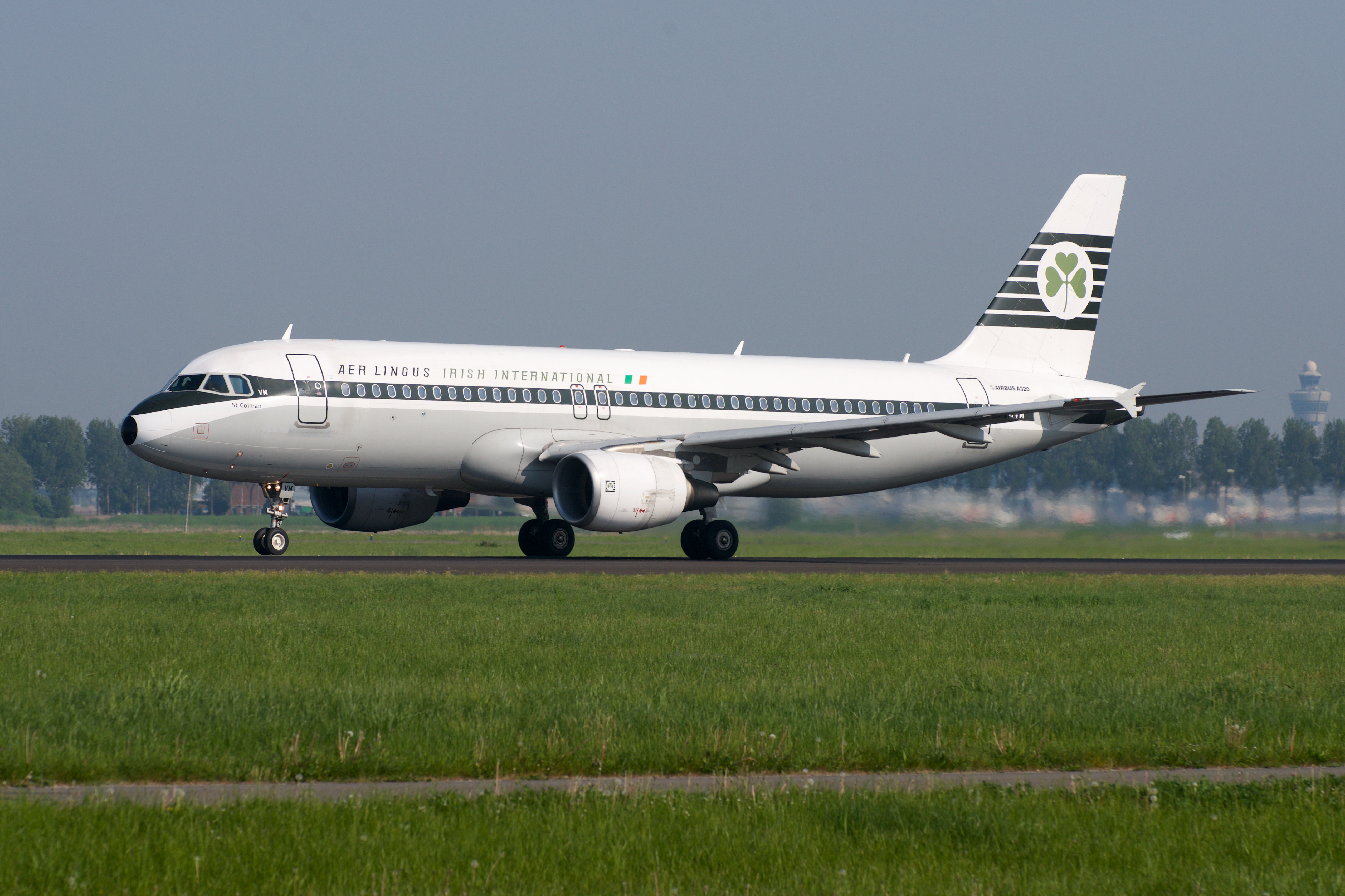
エアバスA320-200（1970年代レトロ塗装）
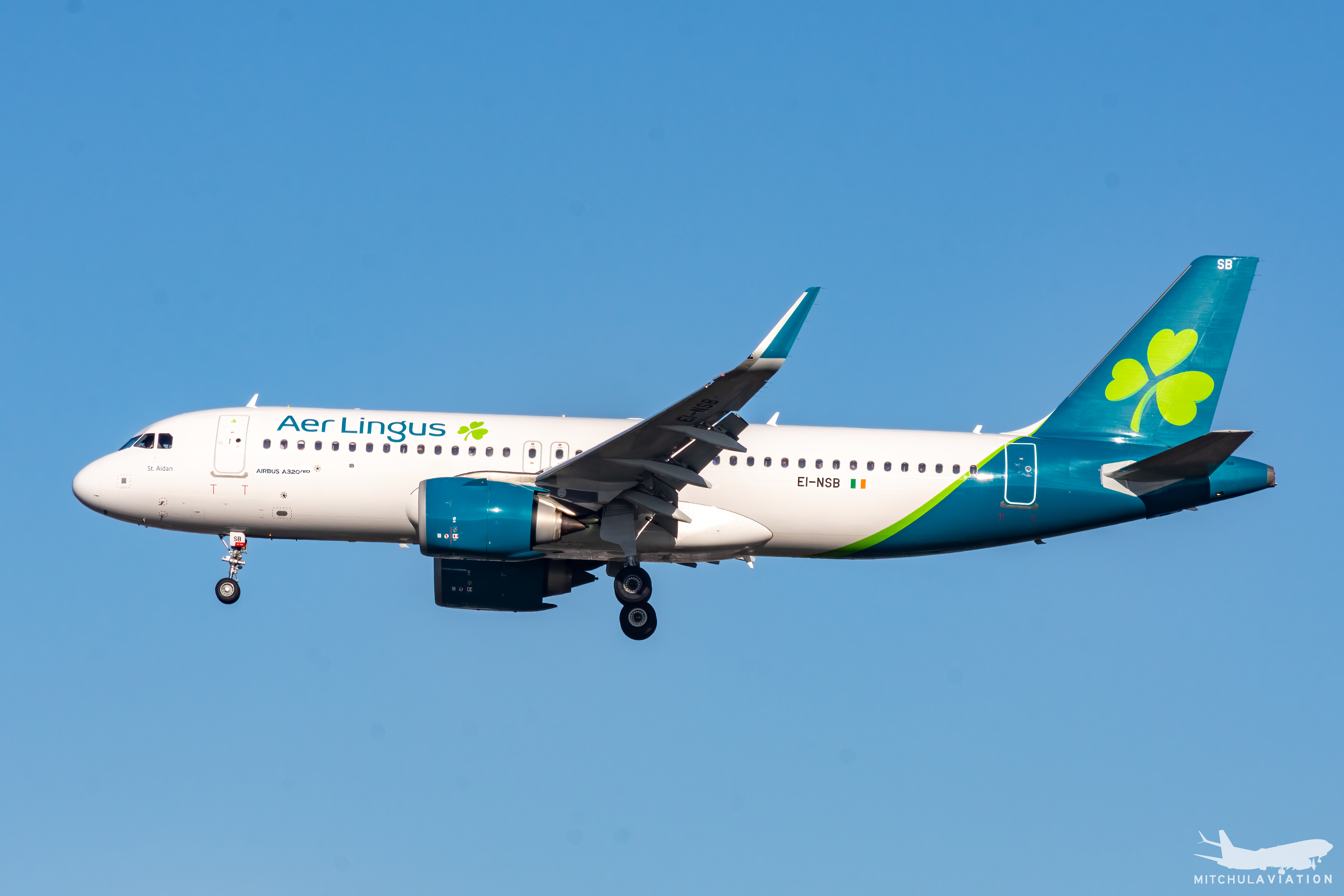
エアバスA320neo
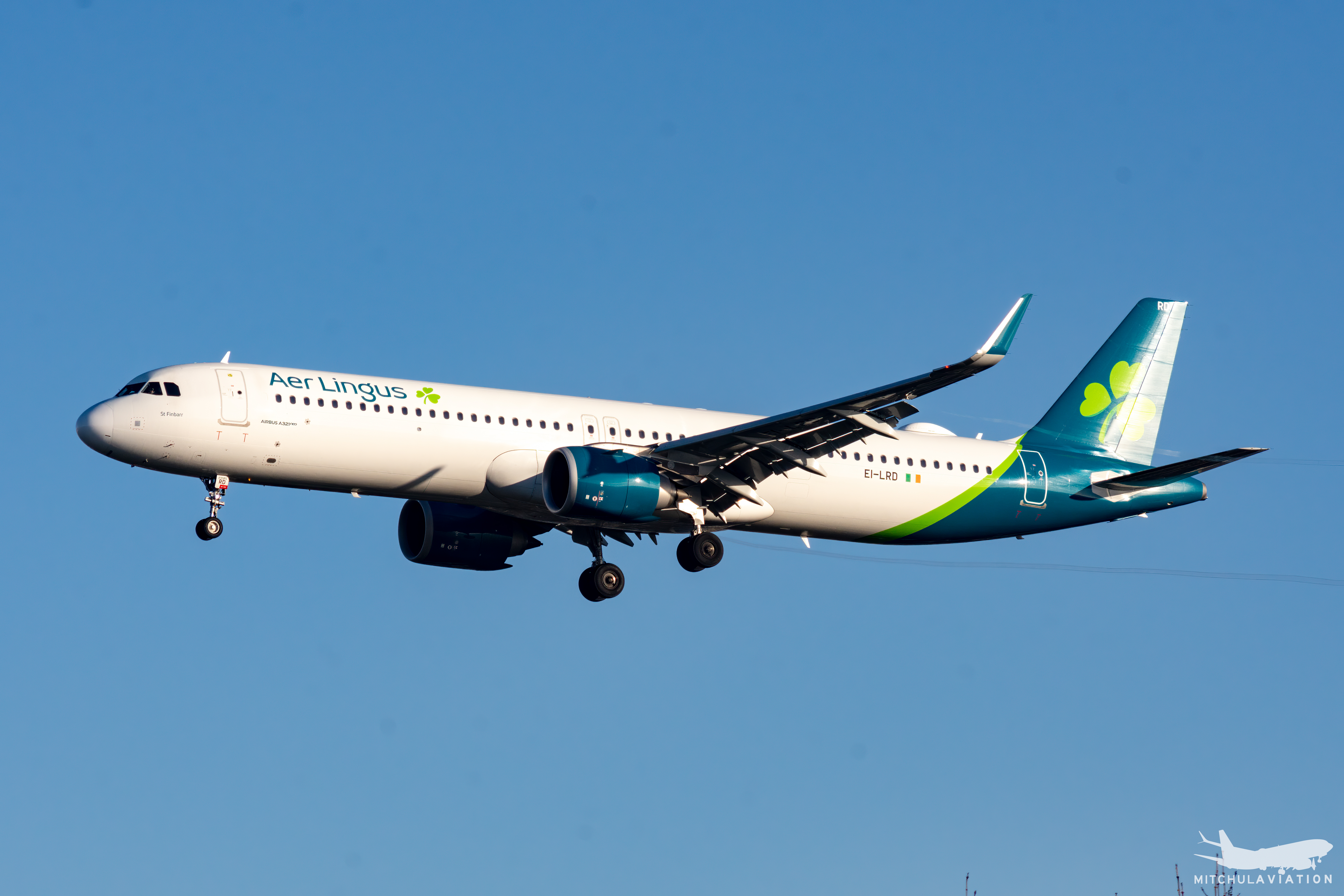
エアバスA321LR
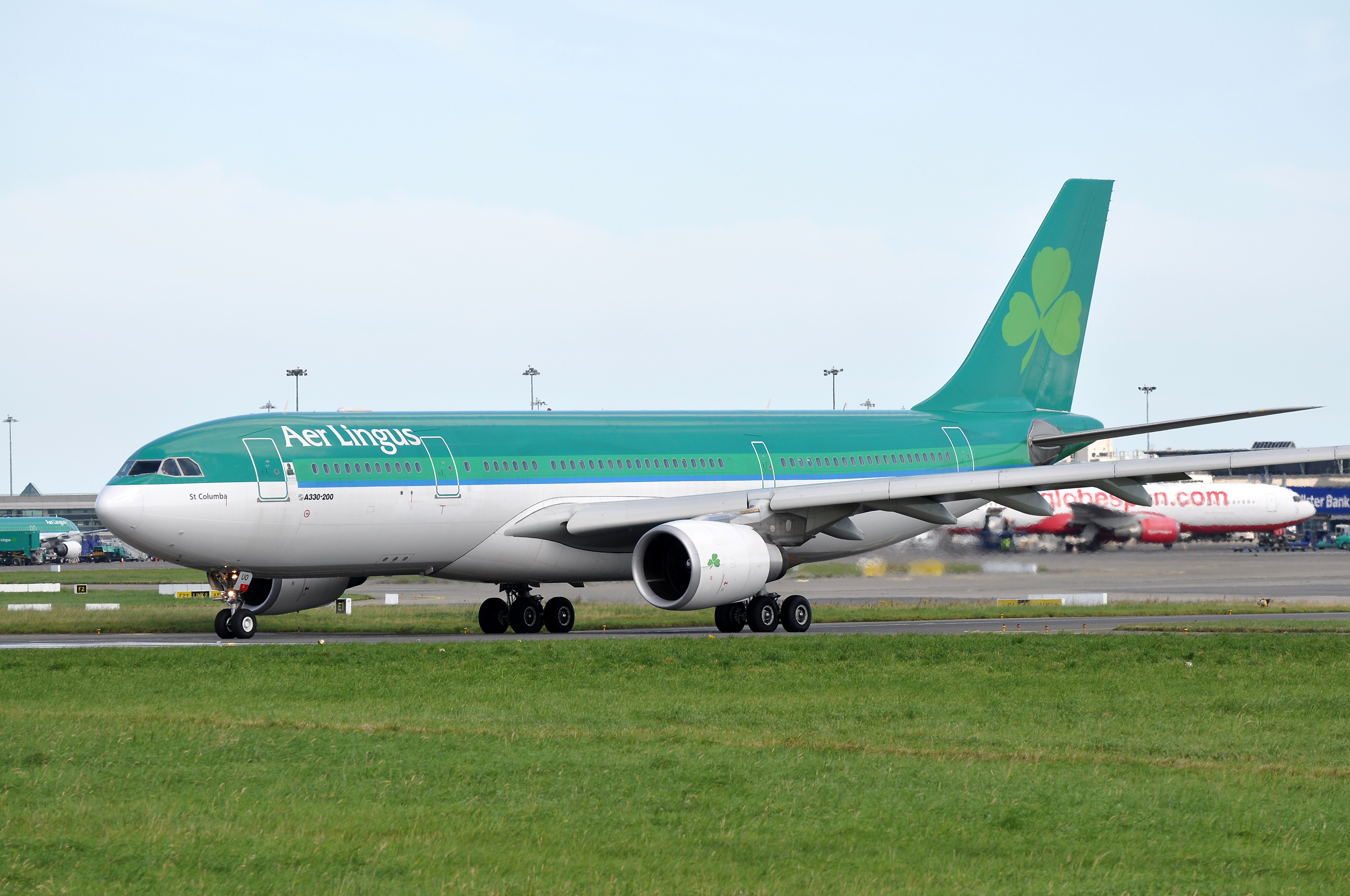
エアバスA330-200（旧塗装）
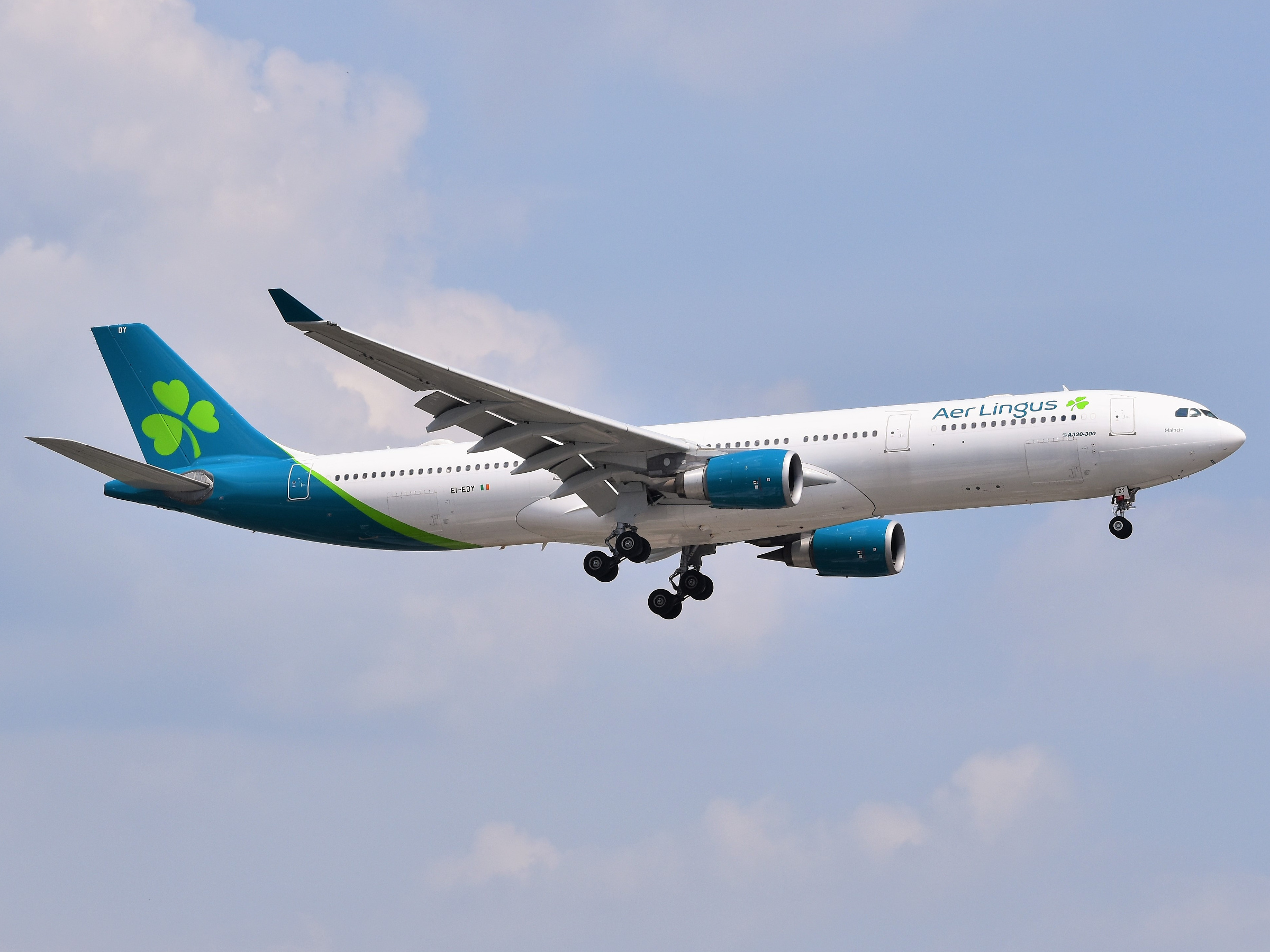
エアバスA330-300

## 退役機材
2020年5月現在、エアリンガスの退役した機材は以下の通りである。

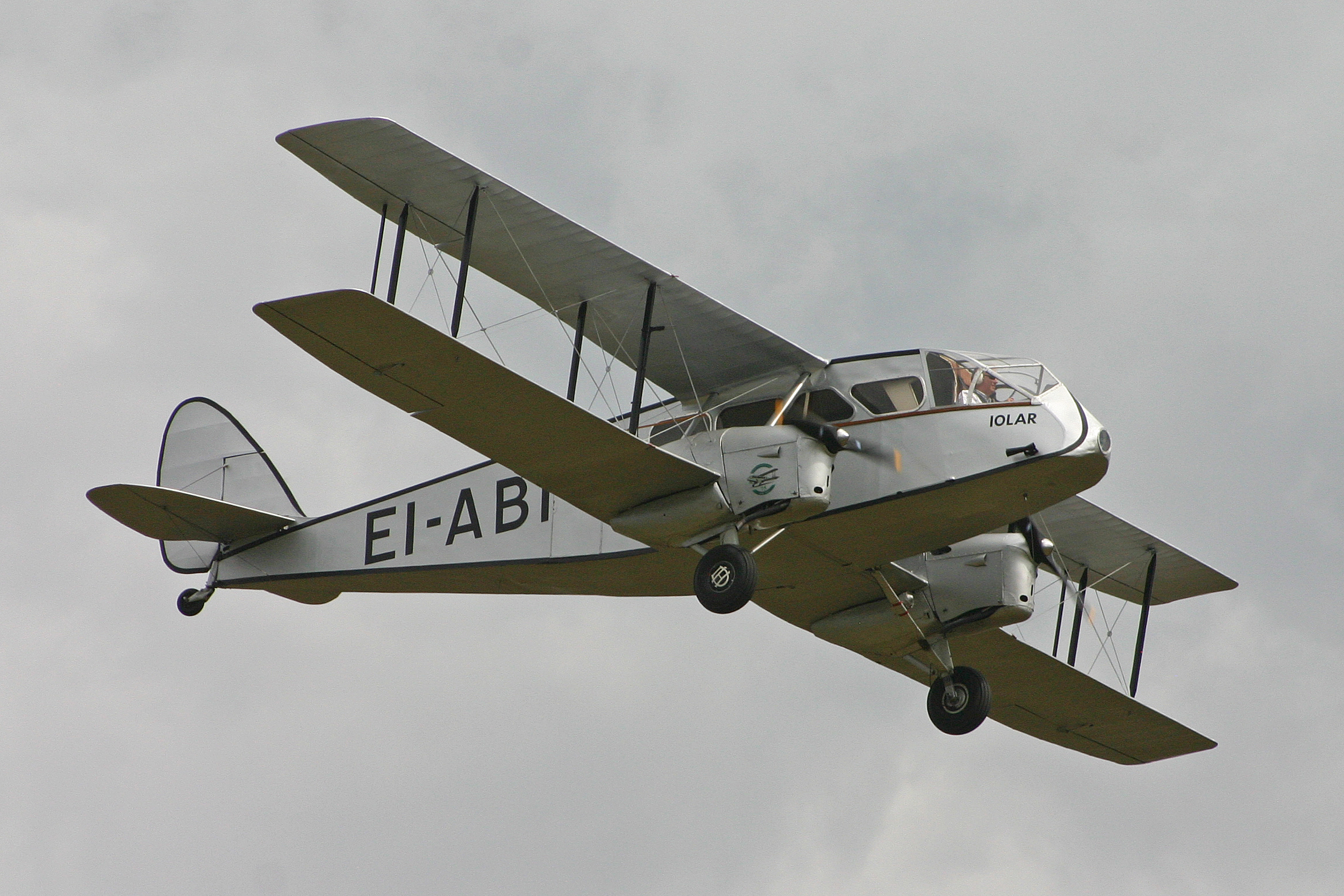
デ・ハビランド DH.84 ドラゴン
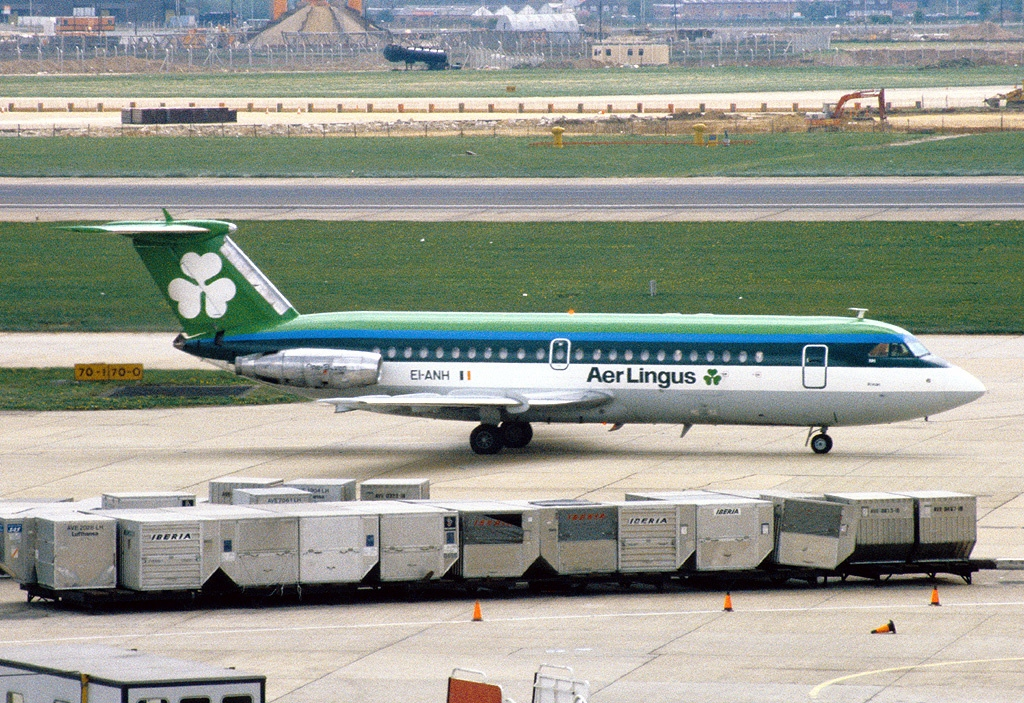
BAC 1-11
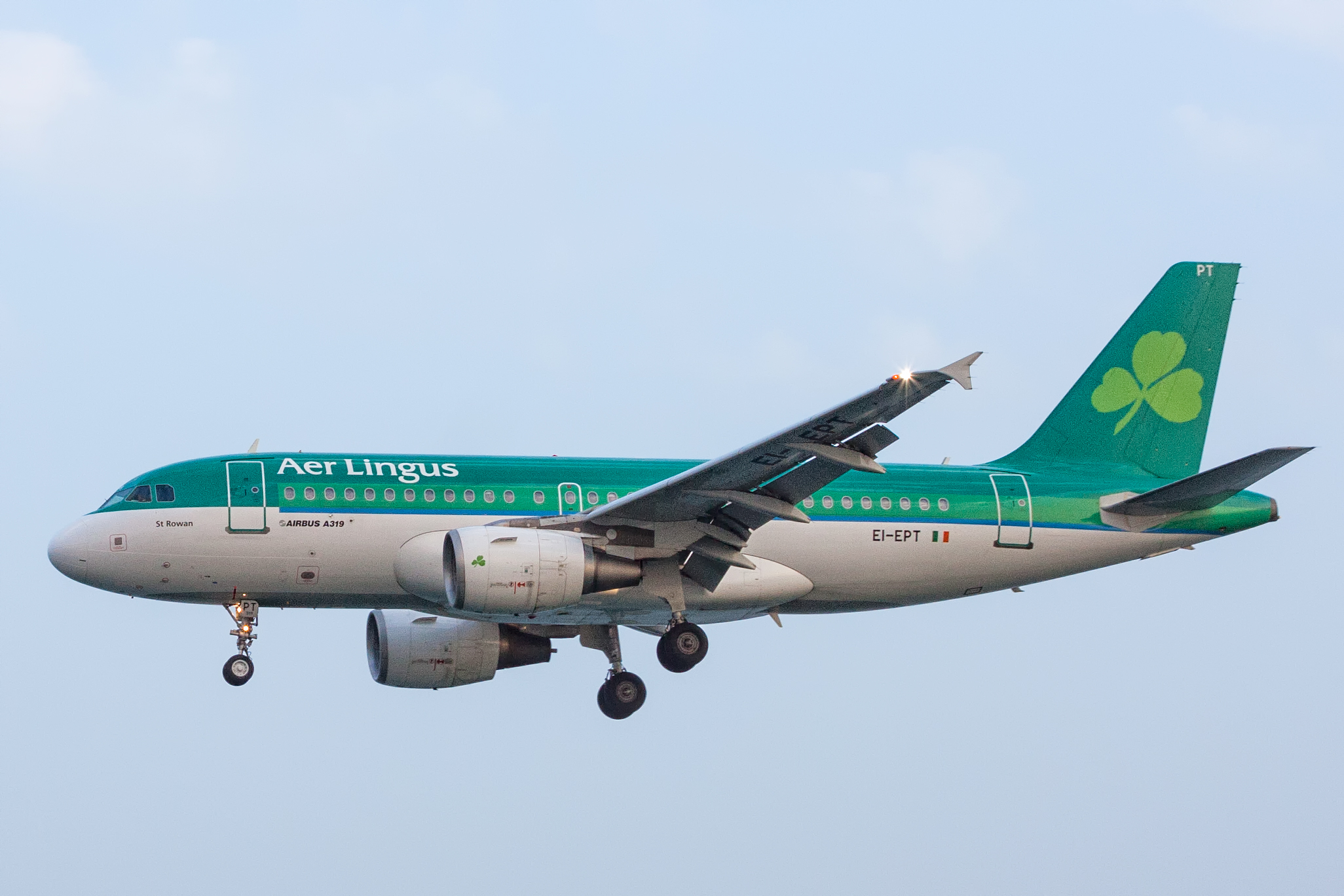
エアバスA319-100
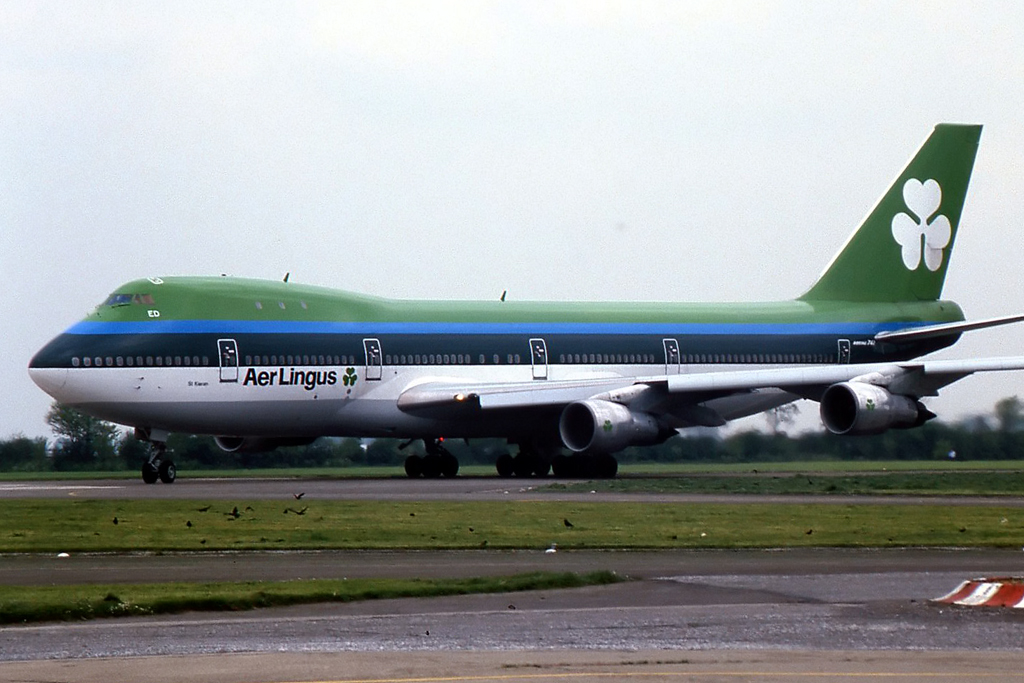
ボーイング747-100
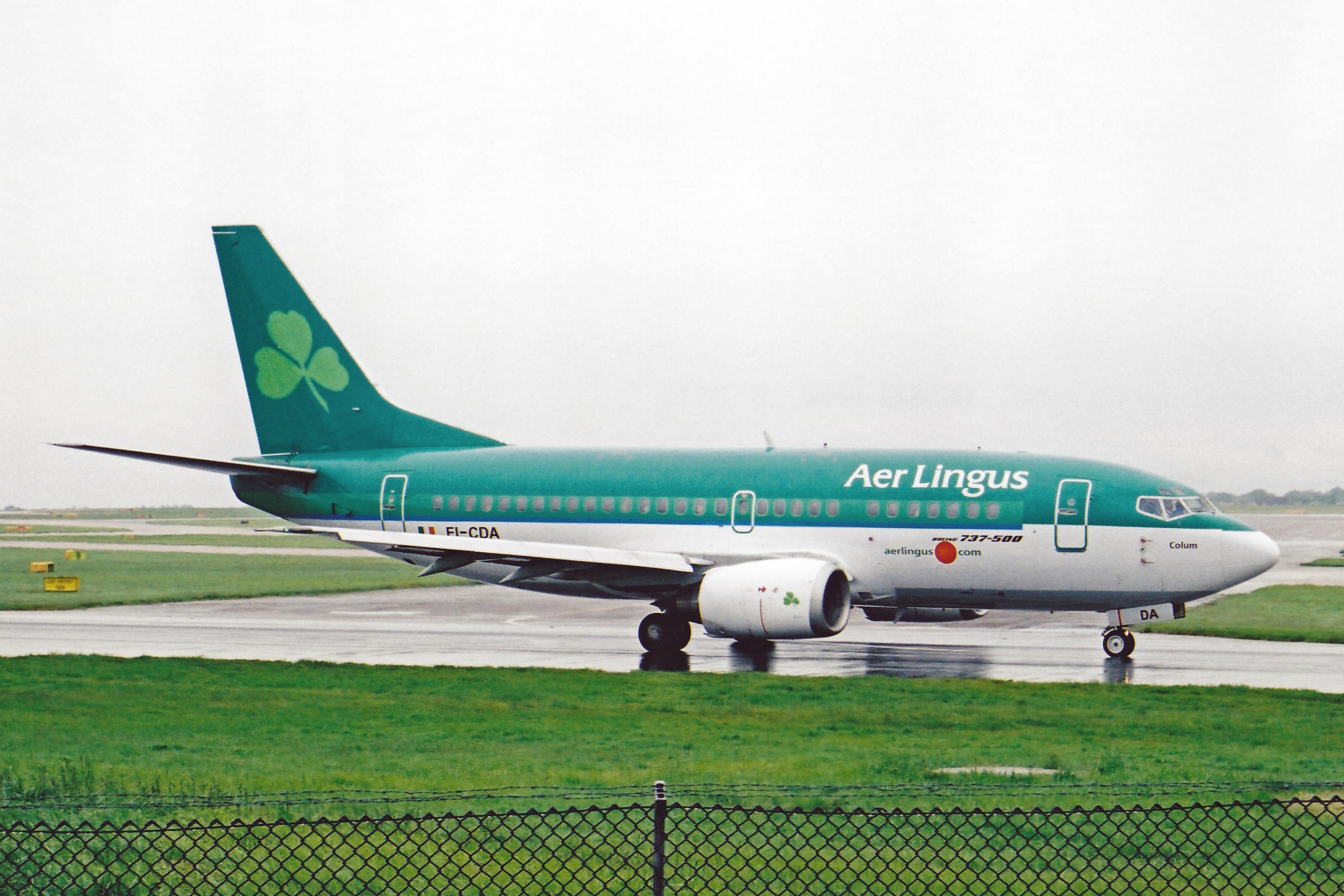
ボーイング737-500
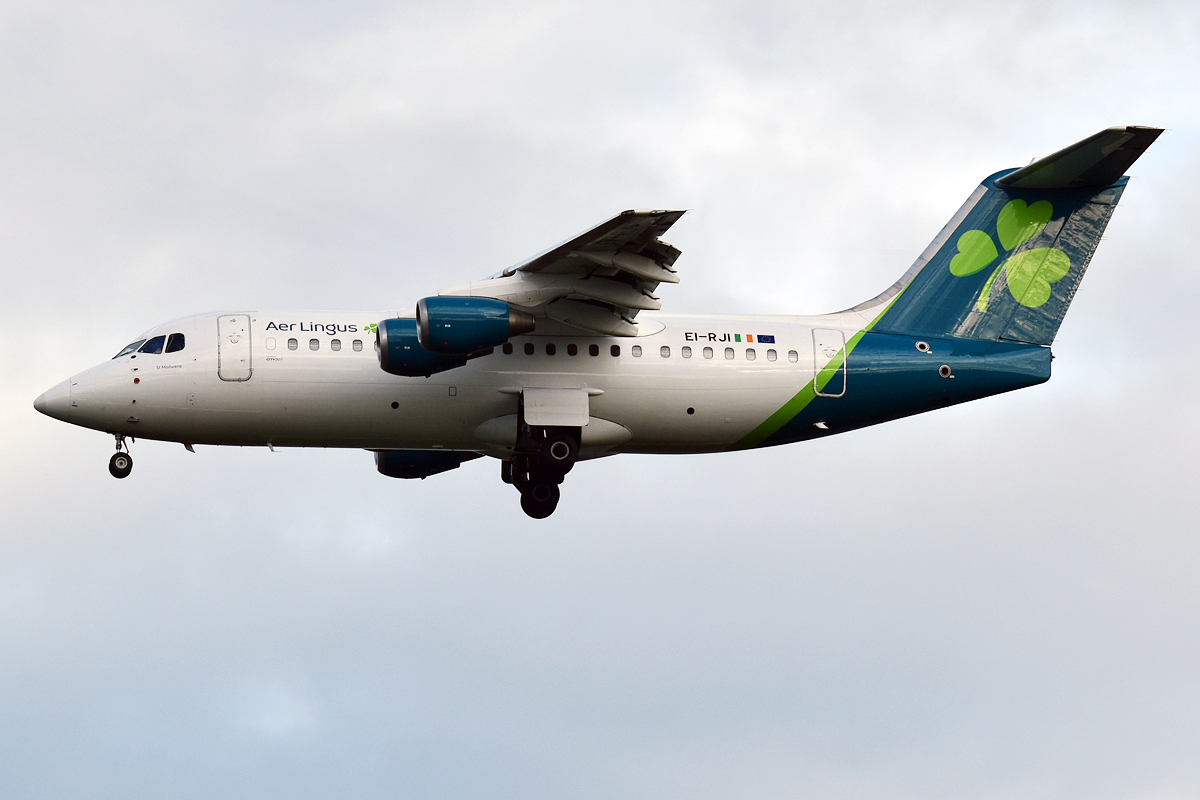
BAe アブロRJ85

## 国際線

### 就航地
自社国際線路線を開設しているアイルランドの空港はダブリン空港、コーク空港、シャノン空港、アイルランド・ウェスト空港である。
また、アメリカ合衆国の入国審査を事前に受ける空港（United States Border Preclearance）は、アメリカ便を運航しているダブリン空港、シャノン空港にある。

#### 定期便・季節運航便
2020年5月現在の定期便と季節運航便。ただしコードシェア便による就航路線と子会社のエアリンガス・リージョナルの路線は含まない。
 イギリス

アイルランド
2020年5月現在の就航地（定期便・季節運航便）

- ダブリン/コーク/シャノン - ロンドン（ヒースロー）
- ダブリン/ノック - ロンドン（ガトウィック）
- ダブリン - バーミンガム
- ダブリン - マンチェスター
- ダブリン - ベルファスト

 アメリカ合衆国
- ダブリン/シャノン - ニューヨーク（JFK）
- ダブリン/シャノン - ボストン
- ダブリン - ニューアーク
- ダブリン - フィラデルフィア
- ダブリン - ハートフォード
- ダブリン -  ワシントンD.C.
- ダブリン -  ミネアポリス
- ダブリン - サンフランシスコ
- ダブリン - ロサンゼルス
- ダブリン - シカゴ
- ダブリン - シアトル
- ダブリン - オーランド
- ダブリン - マイアミ

 カナダ
- ダブリン - トロント
- ダブリン - モントリオール

 フランス
- ダブリン/コーク/シャノン（季節運航） - パリ（CDG）
- ダブリン - ナント
- ダブリン - リヨン
- ダブリン - ボルドー
- ダブリン - トゥールーズ
- ダブリン - ペルピニャン
- ダブリン - モンペリエ
- ダブリン - マルセイユ
- ダブリン/コーク（季節運航） - ニース

 ドイツ
- ダブリン - フランクフルト
- ダブリン/コーク（季節運航） - ミュンヘン
- ダブリン - デュッセルドルフ
- ダブリン - ベルリン
- ダブリン - ハンブルク

 スペイン
- ダブリン - マドリード
- ダブリン/コーク（季節運航）/シャノン（季節運航） - バルセロナ
- ダブリン/コーク/シャノン（季節運航）  - マラガ
- ダブリン/コーク（季節運航） - アリカンテ
- ダブリン - ビルバオ
- ダブリン - サンティアゴ・デ・コンポステーラ
- ダブリン/コーク（季節運航） - パルマ
- ダブリン/コーク（季節運航） - テネリフェ
- ダブリン/コーク（季節運航） - グラン・カナリア
- ダブリン（季節運航） - フエルテベントゥラ
- ダブリン/コーク/シャノン（季節運航） - ランサローテ

 イタリア
- ダブリン - ローマ
- ダブリン - ミラノ（マルペンサ）
- ダブリン - ミラノ（リナーテ）
- ダブリン - ナポリ
- ダブリン - ピサ
- ダブリン - ヴェローナ
- ダブリン - ボローニャ
- ダブリン - プッリャ
- ダブリン - カターニア
- ダブリン - アルゲーロ
- ダブリン - トリノ(2025年12月21日より運航開始予定)

 オーストリア
- ダブリン - ウィーン

 ベルギー
- ダブリン - ブリュッセル

 オランダ
- ダブリン/コーク - アムステルダム

 スイス
- ダブリン/コーク - ジュネーブ(コーク線は2025年12月20日より運航再開予定)
- ダブリン - チューリッヒ

 ハンガリー
- ダブリン - ブダペスト

 チェコ
- ダブリン/コーク - プラハ(コーク線は2025年10月23日より運航開始予定)

 ポルトガル
- ダブリン/コーク - リスボン
- ダブリン/コーク（季節運航）/シャノン（季節運航）  - ファロ

 クロアチア
- ダブリン - プーラ
- ダブリン - スプリト
- ダブリン/コーク（季節運航） - ドゥブロヴニク

 ギリシャ
- ダブリン - アテネ
- ダブリン - コルフ
- ダブリン - サントリーニ
- ダブリン - ロドス
- ダブリン - ハンブルク

 トルコ
- ダブリン - イズミル

 ノルウェー
- ダブリン - トロムソ（2025年12月3日より運航開始予定）

#### 季節チャーター便
2020年5月現在、季節チャーター便では以下の路線を運航している。
 フィンランド
- ダブリン/コーク - ロヴァニエミ
- ダブリン - キッティラ

 オーストリア
- ダブリン/コーク - ザルツブルク

### 機内クラス

#### ビジネスクラス
大西洋横断路線のみに用意されている。同クラスをヨーロッパ路線で運航する際は、プレミアムシートと名付けられている。フルフラット型のシートを採用しており、ダブリン空港、ロンドン・ヒースロー空港、ニューヨーク・ジョン・F・ケネディ空港のエアリンガスラウンジを利用することができる。機内エンターテイメント、USB端子、機内食が提供される。また、機内Wi-Fiサービスを無料で利用できる。エアバスA330では2通路席であり、エアバスA321LRでは1通路席である。

#### プレミアム・エコノミークラス
2019年9月1日から一部のヨーロッパ路線のみに、プレミアム・エコノミークラスが導入された。エコノミークラスと同じシートだが、3列席の中央席が必ず開けられている、エアスペース（AerSpace）サービスが追加されている。
また、大西洋横断路線で使用している機材をピーク時にヨーロッパ路線で使用することもあり、ビジネスクラスはプレミアムシートとなる。

#### エコノミークラス

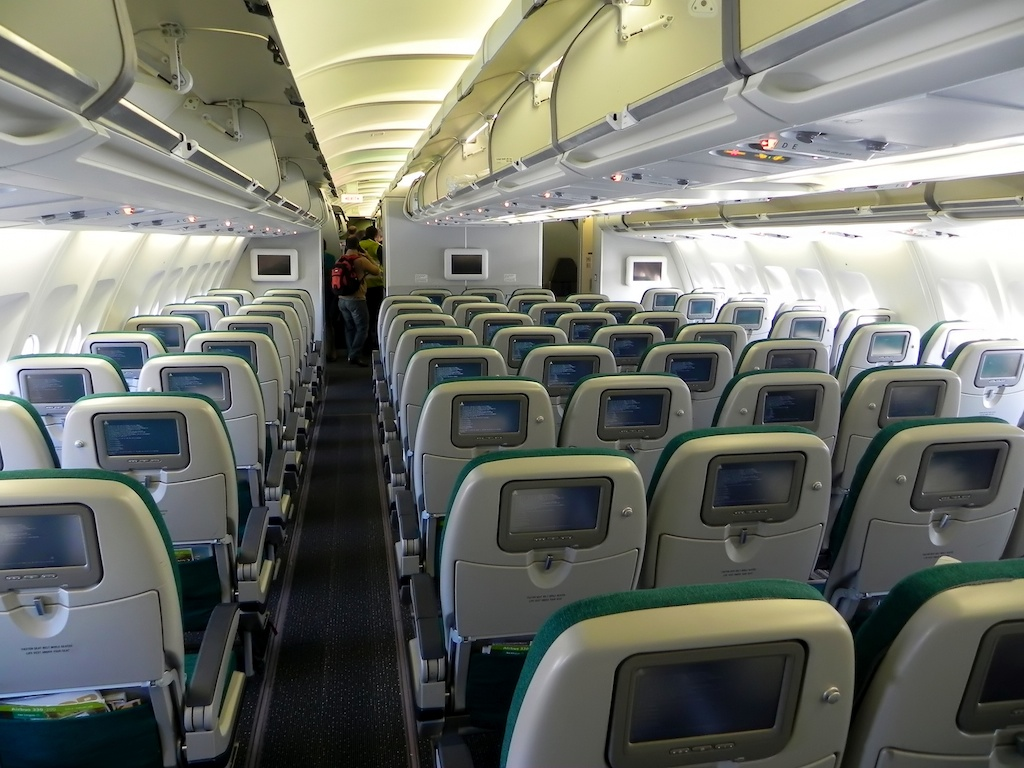
大西洋横断路線の2通路席のエコノミークラス（2011年3月）

シートはすべて同じだが、前方の座席や非常口付近の座席など機内の位置により、価格が異なる。また、大西洋横断路線とヨーロッパ路線でサービスも以下のように異なる。
大西洋横断路線：31インチ型のシートを採用しており、機内エンターテイメント、USB端子、機内食サービスが提供される。機内Wi-Fiは有料である。エアバスA330では2通路席であり、エアバスA321LRでは1通路席である。
ヨーロッパ路線：30 - 32インチ型のシートを採用しており、機内誌のほか、有料飲食サービスが提供されている。

## 国内線

### 就航地
自社国内線路線を開設しているアイルランド島の空港は、北アイルランド（イギリス）のベルファストのみである。アイルランド国内線は運航しておらず、子会社のエアリンガス・リージョナル（ストバートエア運航）が国内線の定期便を運航している。

#### 定期便
イギリス
- ベルファスト - ロンドン（ヒースロー）

### 機内クラス

#### エコノミークラス
機内誌のほか、有料飲食サービスが提供されている。

## サービス

### 機内サービス

#### 機内食
機内食は、大西洋横断路線のみ無料で提供される。通常の機内食のほかに、糖尿病食や低カロリー食、低たんぱく食等の特別食や、ヒンドゥー教やイスラム教、ユダヤ教徒やベジタリアンなどのための機内食、子供用や幼児用の機内食も用意されている。これらの特別機内食を希望する場合は事前の予約が必要である。また、事前に購入するアラカルトミールも用意されている。
ヨーロッパ線、国内線では、有料飲食メニューから購入できる。このメニューは国際線でも提供されている。

#### 個人用テレビ
2020年現在、大西洋横断路線の全機材の全クラスで個人用液晶テレビが設置されており、オンデマンド形式によるビデオ・オーディオおよびビデオゲームプログラム、映画を提供している。

#### 機内誌
機内誌として「友だち」を意味する『Cara（カラ）』が用意されている。同誌はエアリンガス公式サイトでの閲読も可能である。また、有料飲食メニューの「ビア」も用意されている。同誌もエアリンガス公式サイトでの閲読も可能である。

#### 機内Wi-Fi接続サービス
国際線のエアバスA330、A321LRにおいて、機内Wi-Fi接続サービス、またはエアロモバイルが提供する通信ネットワークが利用できる。ビジネスクラスでは、無料で提供されている。

### 地上サービス

#### チェックイン

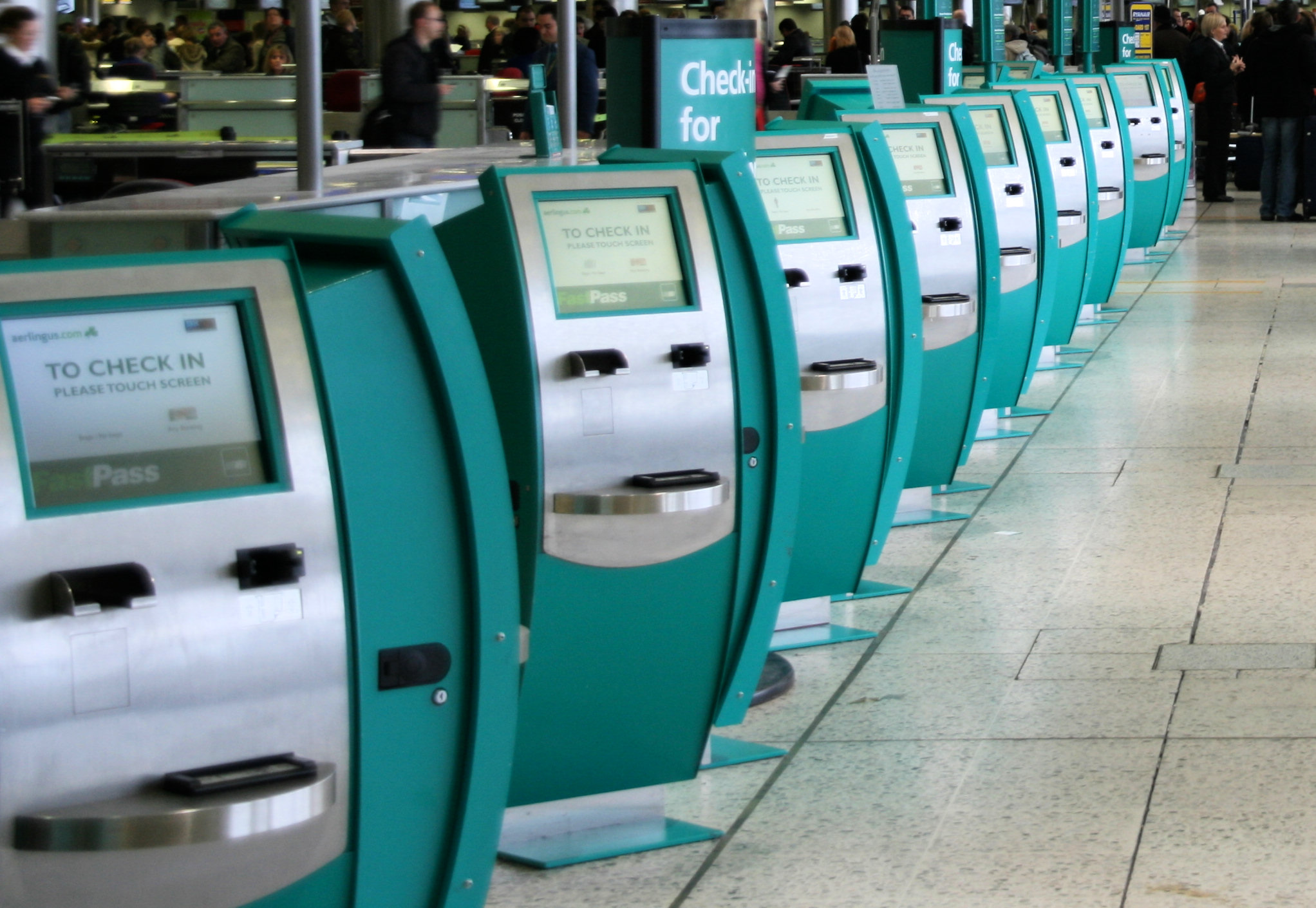
自動チェックイン機（2007年 ダブリン空港）

通常の有人チェックインカウンターのほか、自動チェックイン・発券機が用意されている。また、ビジネスクラス利用客は、優先チェックインカウンターが用意されている。

#### 空港ラウンジ
ダブリン空港、ロンドン・ヒースロー空港、ニューヨーク・ジョン・F・ケネディ空港のエアリンガスラウンジが用意されている。別の事業者がエアリンガス利用客のために用意している空港もある。エアリンガスラウンジは、ビジネスクラス利用客、プレミアムエコノミークラス利用客、エアクラブ（AerClub）会員客、アイルランド銀行マスターカード・ゴールドビジネス所有者が利用できる。また、一般客はプリペイドラウンジパスを事前に購入すれば、利用できる。

#### マイレージプログラム
2016年からインターナショナル・エアラインズ・グループ（IAG）のアビオスポイント（Avios Points）を使用したエアクラブ（AerClub）を運営している。グリーン、シルバー、プラチナ、コンシェルジュの4つのステイタスで構成されている。以前までは、独自のマイレージサービス、ゴールドサークルクラブ（Gold Circle Club）を運営していた。ワンワールド加盟中は一般会員というカテゴリがなかった（かつては存在していたが廃止した）ため、入会手続後に規定するポイントを貯めて初めて会員として迎えられるシステムをとっていた。

## 社員

### パイロット養成
自社のパイロットを養成するため、定期的にパイロット候補生を採用している。
毎年の秋には、「将来のパイロットプログラム（Future Pilot Programme）」を立ち上げ、スペインのヘレス空港に位置するパイロット養成学校FTEと組み、パイロット候補生を募集している。

### 歴代制服
- 初代：1945年〜 - シビル・コノリー
- 2代：1948年〜 - シビル・コノリー
- 3代：1958年〜 - アイリーン・ギルバート
- 4代：1963年〜 - ニール・マルケイ
- 5代：1966年〜 - アイリーン・ギルバート
- 6代：1970年〜 - ディグビー・モートン
- 7代：1975年〜 - デンマーク出身のイブ・ヨルゲンセンが、外国人としては初めてデザイナーに起用された。
- 8代：1986年〜 - イブ・ヨルゲンセン
- 9代：1989年〜 - ポール・コステロ
- 10代：1990年〜 - ポール・コステロ
- 11代：1998年〜 - ルイーズ・ケネディ[109]
- 12代：2020年〜 - ルイーズ・ケネディ[56]

## エアリンガス航空事業者

### 会社所有権の現状
エアリンガスは、アイルランド証券取引所ではEIL1、ロンドン証券取引所ではAERLのティッカーでアイルランドとロンドンの証券取引所に上場してたものの2015年9月17日にIAGによる過半数の買収を受けて上場廃止となった。現在の持ち株数並びに保有企業は（2015年9月2日現在）は以下の通り。

#### エアリンガス・カーゴ
エアリンガス・カーゴはエアリンガスの貨物部門である。エアリンガス・カーゴは、ダブリン/シャノン - アメリカ線で運航されている。ほとんどのヨーロッパ路線と一部のイギリス路線も運航しているが、その後、IAGカーゴとして運航するようになった。

#### エアリンガス・リージョナル
エアリンガスは、アイルランドの地方航空会社、ストバートエア（旧エアーアラン）とフランチャイズ契約を結んでおり、ストバートエアはエアリンガス・リージョナルのブランド、塗装、フライトコードで複数の路線を運航している。ストバートエアは、2012年4月以降、自社のIATAコード（RE）のフライトは運航しておらず、以前の路線はすべてEI3XXXの形式のフライト番号でエアリンガスに移行されている。

### 景気傾向
2015年8月18日にIAGに買収されたのち、エアリンガスの個別の年次報告書は発行されなくなったが、一部のデータはIAGの年次報告書内に個別で表示されている。近年のエアリンガスの主なトレンドの傾向は以下の通り。
|                        | 2007  | 2008   | 2009   | 2010  | 2011    | 2012                            | 2013    | 2014    | 2015    | 2016    | 2017            | 2018            |
| ---------------------- | ----- | ------ | ------ | ----- | ------- | ------------------------------- | ------- | ------- | ------- | ------- | --------------- | --------------- |
| 売上高（億ユーロ）     | 12.84 | 13.57  | 12.05  | 12.15 | 12.88   | 13.93                           | 14.25   | 15.57   | 17.18   | 17.66   | 18.59           | 20.20           |
| 営業利益（億ユーロ）   |       |        |        |       |         | -                               | 0.438   | −1.084  | 1.30    | 2.32    | 2.69            | 3.05            |
| 税引前利益（億ユーロ） | 1.248 | −0.959 | −1.548 | −0.31 | 0.372   | 0.404                           | 0.396   | −1.115  | 1.35    | 2.26    |                 |                 |
| 純利益（億ユーロ）     | 1.053 | −1.078 | −1.301 | 0.43  | 0.712   | 0.339                           | 0.341   | −0.958  | 1.18    | 2.05    |                 |                 |
| 従業員数（平均FTE）    |       |        |        |       | 3,491   | 3,566                           | 3,615   | 3,766   |         |         |                 |                 |
| 乗客数（万）           | 930   | 1000   | 1040   | 930   | 950     | 970                             | 960     | 980     | 1010    | 1040    | 1090            | 1310            |
| 乗客負荷率（％）       | 75.4  | 72.8   | 74.5   | 76.1  | 75.6    | 77.7                            | 78.4    | 79.0    | 81.6    | 81.6    | 81.2            | 81.0            |
| 航空機数（年末）       |       |        |        |       | 43      | 44                              | 47      | 50      | 46      | 47      | 52              | 56              |
| 出典                   |       |        |        |       | [ 112 ] | [ 113 ] [ 114 ] [ 115 ] [ 116 ] | [ 117 ] | [ 118 ] | [ 119 ] | [ 120 ] | [ 121 ] [ 122 ] | [ 123 ] [ 124 ] |

### ビジネスモデル
エアリンガスは、従来のレガシー航空会社と格安航空会社のハイブリッドを採用した、「小フリル」戦略を実地している。短距離路線と長距離路線のフライトで提供されるサービスに違いがあり、機内食は後者のみ無料で提供される。
新しい戦略は労働組合との交渉を必要とし、航空会社の存続のためにより低い費用と航空会社の改革が必要であるという合意に達した。しかし、交渉から生じた組合の譲歩は、航空会社にとってマイナスのイメージを与えた。2003年までに賃金凍結は解除され、強制解雇なしで3,800人の自発的解雇があった。 これにより、2002年、2003年、2005年の年次報告書では、利益が上がり、2004年にはわずかな損失しか記録されていない。

### 本社

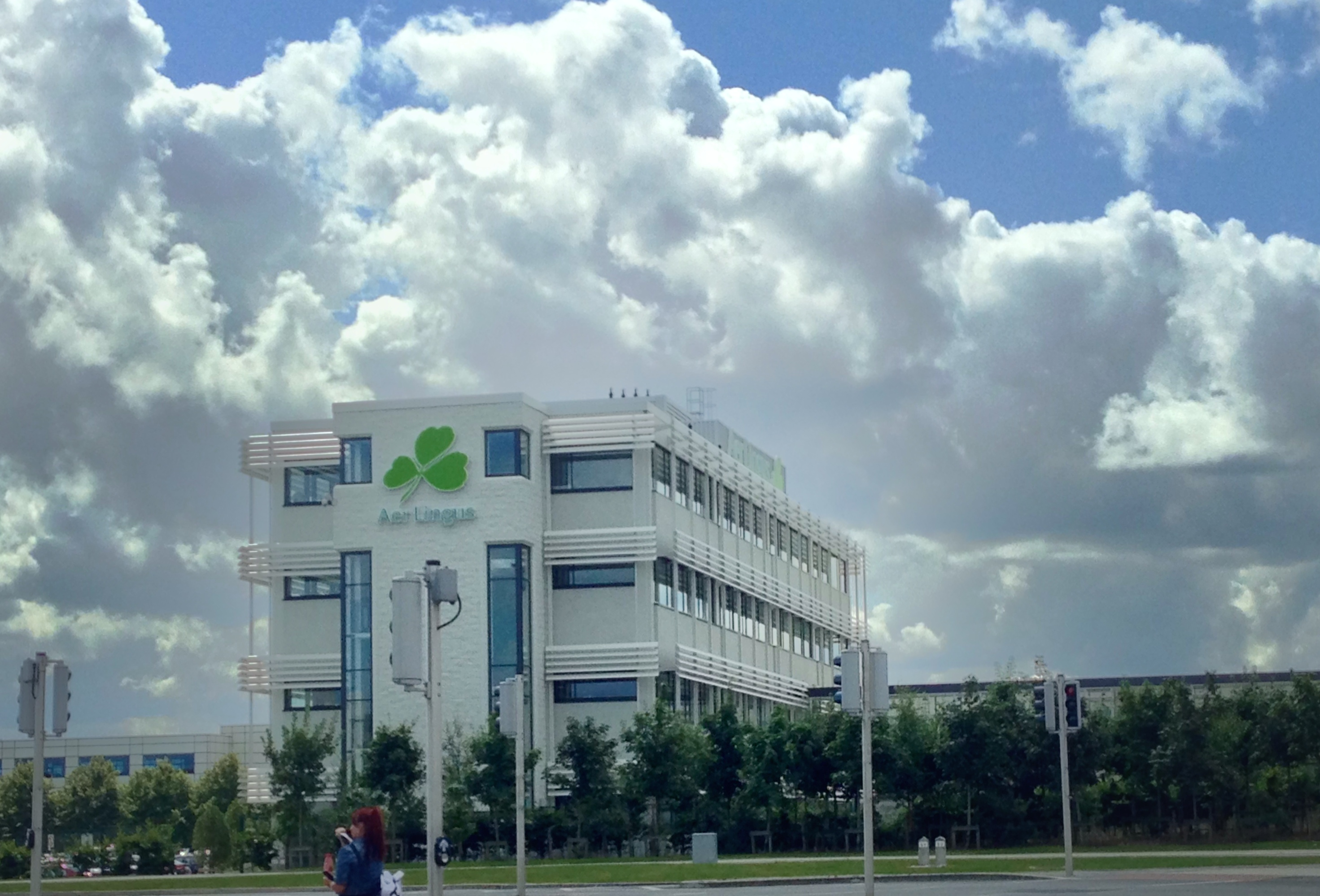
エアリンガス本社（2014年8月 ダブリン空港）

エアリンガス本社所在地は、ダブリン県フィンガル市コリンズタウンのダブリン空港。
9.9エーカー（4.0ヘクタール）あった、旧本社ビル敷地（HOB敷地）には、旧本社ビル、サービス別館、アイオラーハウス、モックアップビル、ALSAAスイミングプール、その他小規模な構造物や建物が建てられていた。本社ビルにはエアリンガス、子会社の本社があり、多くの管理部門、従業員、駐車場があった。アイオラーハウスとモックアップビルには、乗務員の訓練施設とオフィスがあった。また、旧ライアンエアー本社にも近接していた。2004年にニューヨーク・タイムズ紙のブライアン・レイブリーは、「数台離れた駐車場」と表現した近接性は、「競争が自宅にどれだけ近いかを象徴するものだ」と語った。2010年にエアリンガスは、本社ビルをダブリン空港公団（DAA）に貸与し、2011年中に航空会社の不動産会社にあるハンガー6号などの建物に従業員を移動させることを決定した。インターナショナル・ビジネス・タイムズ紙によると、旧本社の改修が必要であると述べられていたが、「グリーンフィールド」コスト削減計画中であったエアリンガスのニーズには大きすぎた。2011年11月8日にエアリンガスは、HOB敷地の底地権の放棄に関する契約に、DAAと署名した。エアリンガスは2,215万ユーロとDAAへの利息を支払い、1,055万ユーロは年間の支払いで10年間にわたって、支払われる。支払いには年間5％の金利が含まれる。これにより、HOB敷地はダブリン空港中央（Dublin Airport Central）というオフィススペースに再開発され、DAAは1,000万ユーロを費やした。旧本社ビルはダブリン空港中央に一つになった。

### 従業員
2014年5月30日、エアリンガスの客室乗務員は24時間ストライキをし、約200便が欠航され、最大20万人に影響が出た。労働者たちは勤務表の変更を求めていたが、実施した場合、アイルランドで300人の雇用が失われ、北米に移転する必要があるとエアリンガスが表明を出した。

### スポンサー活動
2015年4月30日にエアリンガスがラグビーアイルランド代表のスポンサーになることが発表された。同日、1機がラグビーアイルランド代表の特別塗装が施されることと、グリーンスピリットと名称されることも発表された。

## 事故・事件関連

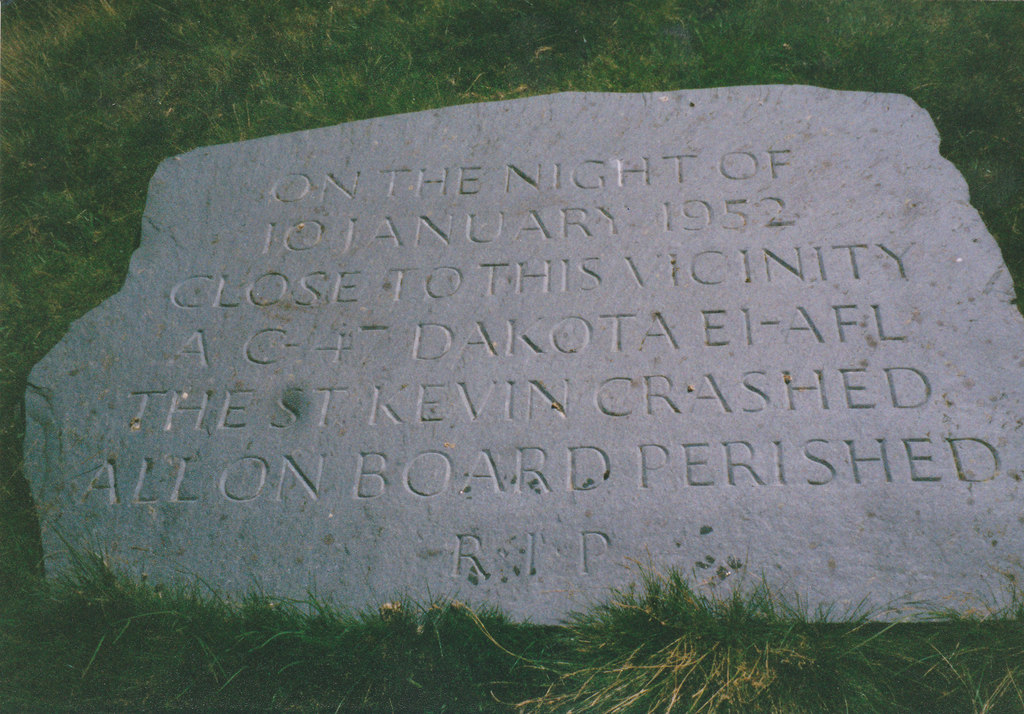
1952年1月の墜落現場の記念碑

2020年5月現在、エアリンガスは過去50年間に墜落事故はなく、2020年の「世界で最も安全な航空会社リスト」では、19位にランクインした。
過去には、6件の事故（うち3件は重大事故）と1件のハイジャック事件を含み、12件あった。
- 1952年1月10日：ダグラスDC-3（セントケビン）が激しい乱流とスノードン山によって引き起こされた山岳波の中を飛び、ウェールズのスノードニアのリン・グウィナント近くの泥炭地で墜落し、乗客20名と乗員3名の計23名全員が死亡した。エアリンガスにとって、最初の重大事故であった[132]。
- 1953年1月1日：ダグラスDC-3（セントキーラン）がダブリンからバーミンガムに向かう途中で燃料がなくなったため、イングランドのシュペナール付近で強制着陸した。 航空機は後に償却された[133]。
- 1967年6月22日：ビッカースバイカウントがパイロットの訓練飛行中に、アシュボーン付近で失速、スピンし、乗員3名全員が死亡した[134]。
- 1967年9月21日：ダブリン発ブリストル行きのビッカースバイカウント（EI-AKK）が翼が滑走路を掻き、ブリストル空港での着陸時に墜落した。乗客と乗員全員が無事に生還した。航空機は後に償却された[135]。
- 1968年3月24日：コークからロンドンに向かう途中のビッカースバイカウント（EI-AOM「聖フェリム」）がアイルランドの南東海岸沖のタスカーロック付近で海に墜落した。乗客57名と乗員4名の計61名全員が死亡した。この事故は、タスカーロック航空災害として知られている。航空機のスプリング・タブの一部が残骸の残りから離れていることが判明した。初期段階で取り外されていたことが疑われた。事故報告は衝突の原因について決定的な結論には達していなかったが、別の航空機または空中の物体が関与している可能性を排除しなかった。近くのイギリスの軍事演習と関連していたという噂が続いたのち、1998年に航空事故調査部門による事件ファイルの見直しが行われた。その結果、いくつかのメンテナンスと記録保持の失敗を特定した[136]。その後の調査では、尾翼の構造的な故障が末に起こったと結論付け、別の航空機が関与している可能性を除外した[137]。
- 1981年5月2日：ダブリン発ロンドン行きのエアリンガス164便がハイジャックされ、フランスのル・トゥケ＝コート・ド・パール空港へ緊急着陸した。当局は、コックピットの無線でハイジャック犯と交渉したが、フランスの特殊部隊が航空機の後方から突入し、解決した。事件報告では、ハイジャック犯がイラン向かうよう要求したと結論付けられた[138]。しかし、メディアでは、ローレンス・ダウニー（元トラピスト修道士）がローマ教皇にファティマの3つ目の秘密を暴くよう要求したと報道された[139]。
- 1986年1月31日：ダブリン発イースト・ミッドランズ空港行きのショート360（EI-BEM）を運航していた、エアリンガス328便が電線路に当たり、滑走路の手前で墜落した。乗客2名が負傷した[140]。